# 鄭成功
鄭成功（1624年8月27日—1662年6月23日），原名森，字明儼、大木，為南明招讨大将军、延平王，其領導的明鄭為明末清初持續時間最久的反抗勢力。其因曾受南明隆武帝賜國姓朱而被尊稱為國姓爺，歐洲和美國的西方世界取其音拼作「Koxinga」。
鄭成功在台灣已變成為神聖化的歷史人物，因此各地有不同的傳說，如有他吃過的魚與螺，被稱作「國聖魚」、「國聖螺」，南投縣的草屯傳說是鄭成功的軍隊行軍經過，軍隊休憩時將草鞋在當地換新，換下來的草鞋堆成「草鞋墩」。台中大甲鎮的鐵砧山上有劍井，傳說是鄭軍行軍經過缺水飲用，鄭成功拔劍刺地成井冒出甘泉。另說台北鶯歌鎮的鶯歌石是因鄭軍行經該處，有老鷹吞雲吐霧作怪，結果被炮轟死而化為石頭，在三峽則變成為一座「鳶山」。基隆市的仙洞也有流傳山洞會自動流出白米供應鄭軍的糧食，只因取米士兵偷懶將山洞口挖大，從此不再有米流出的故事。這些神話故事反映鄭成功帶來漢人移民，台灣人乃將鄭成功當成共同開拓台灣的始祖，於是稱呼鄭成功為「開台聖王」，進而奉為神明來崇拜，台灣總共有63座開台聖王廟，台南市的「延平郡王祠」就是最具有代表性的一座。
鄭成功出生於日本九州平戶，父親鄭芝龍是從事貿易事業，運送貨物的海上航運是從中國沿海一帶至日本長崎，母親為日本人田川氏，年紀稍長後被送往金陵求學，成為監生。1645年清軍攻入江南，鄭芝龍降清、田川氏自盡；鄭成功率領父親舊部與宗族在中國東南沿海繼續抗清，成為南明主要軍事力量之一。他仰賴沿海地區的稅款與東洋商路維持部隊，與當時荷蘭商人有所交流。自1657年起，鄭成功三伐江浙，九征閩粵。鄭軍一度從海路突襲圍困清江寧府，然最終仍遭清軍擊退，僅得憑藉海戰優勢固守廈門、金門兩島。戰後清朝重申海禁、新頒布遷界令以斷絕沿海居民對其接濟。
1659年，鄭成功採納何斌的提議，準備攻取台灣以解決糧食問題，為此他斷絕与荷蘭商人的贸易往來。1661年，鄭成功率軍約2萬5千人自金門料羅出航，橫渡台灣海峽，先後在攻佔普羅民遮城、熱蘭遮城，翌年擊敗荷蘭東印度公司的援軍，以大員（今台南）为基地建立承天府。隔年鄭成功急病去世，進一步攻打呂宋的計畫也隨之終止。

## 稱呼
鄭森幼名「福松」，自被賜姓朱、名成功後，便以「國姓成功」自名，此後終身不改。民間多稱為「國姓爺」，或「鄭賜姓」、「鄭國姓」；而非明朝臣民的同期日本人因無須避諱便以「朱成功」稱之。朱成功起兵時，多自稱「招討大將軍國姓」，朱成功對荷蘭、西班牙交涉時，多數自稱「大明招討大將軍國姓」，對於他的部下則自稱「本藩」，發布之命令稱作「本藩令」。
因受南明昭宗永历帝敕封為「延平王」，而稱“鄭延平”。其孫鄭克塽追諡為「潮武王」，後世則尊稱「延平郡王」，或開台尊王、開台聖王、開山王、東寧王等。
後世慣用的「鄭成功」稱謂，其實起於清廷因不承認明朝國姓，而強行將其本姓冠於賜名之上之故。部份尊崇「鄭成功」的臺灣人於考究史實後，向臺南市文獻委員會提議將鄭成功正名為「朱成功」，然因「鄭成功」一名已約定俗成故未被接受。

## 经历

### 早年经历

#### 幼年

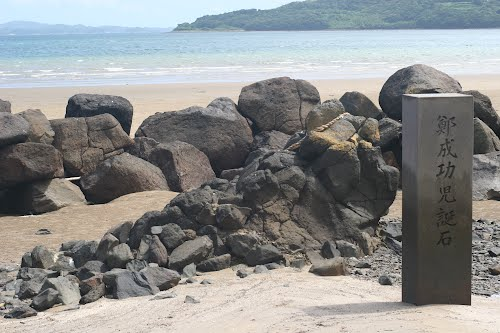
日本平戶兒誕石

鄭成功之父鄭芝龍，生於福建泉州府南安县石井，少時姿容秀麗，性情逸盪，不喜讀書，有膂力，好拳棒。後來鄭芝龍投奔同鄉、大海盜李旦，受到江户幕府征夷大将军德川秀忠和平戶藩藩主松浦隆信的重視。松浦隆信送宅邸給郑芝龙，鄭芝龍遂在平戶定居。鄭成功母為田川氏，日本九州江戶時代肥前國平戶藩川內浦人。
日本宽永元年（明天啟四年）七月十四（1624年8月27日），田川氏在平户岛川內浦千里濱產下鄭成功。傳說她是在撿拾海貝、海菜時，忽感腹痛難忍，在一塊岩石上生下兒子，後來這塊岩石被叫做“兒誕石”。鄭成功最初名為福松，七歲之前跟隨母親住在平戶市（屬今長崎縣）。
天啟五年，顏思齊死，海盜們在鄭芝龍的率領下劫掠漳州，橫行無阻。福建巡撫熊文燦在崇禎元年招安鄭芝龍，派其征討中國和荷蘭海盜。

#### 返回中國讀書
崇禎四年（1631年），鄭成功被接回福建安平鎮，改名為鄭森，後來入讀南安縣學。
崇禎十一年（1638年），鄭成功考中秀才，成為南安县二十位「廩膳生」之一。
崇禎十四年（1641年），鄭成功迎娶禮部侍郎董颺先之女董友。
崇禎十七年（1644年），鄭成功進入南京國子監深造，拜入江浙名儒錢謙益門下。钱謙益时為礼部尚书，為勉勵鄭成功，乃替他取表字為「大木」。
四月甲申之變，崇禎帝自縊的消息傳至南京金陵，南京諸臣皆認為國家不可一日無君，議立新帝。四月二十六日，張慎言、高弘圖、姜曰廣、李沾、郭維經、誠意伯劉孔昭、司禮監太監韓贊周等在朝中會議，李沾、劉孔昭、韓贊周議定以福王朱由崧繼統，祭告太廟並修武英殿。鳳陽總督馬士英與江北四鎮黃得功、高傑、劉良佐、劉澤清等人前往淮安迎接朱由崧。二十七日，南京禮部率百司迎福王於儀真。福王朱由崧登基，翌年（1645年）改元「弘光」。清豫親王多鐸率軍南下，破揚州、金陵，殺閣部史可法及弘光帝。

#### 受賜國姓
弘光元年（1645年），弘光朝覆滅後，鄭芝龍、鄭鴻逵兄弟於福州擁戴唐王朱聿键稱帝，於同年閏六月（清曆為七月）改元「隆武」。
隆武政權成立後，鄭森得隆武帝賞識，受賜國姓「朱」、名「成功」；鄭鴻逵之子鄭肇基，亦一同受賜國姓；這就是世稱鄭成功「國姓爺」的由來。同時隆武帝先后授予郑成功宗人府宗正协理宗人府事、提督禁旅、仪同驸马都尉、御营御武副中军勋戚，总统御营军务等官职。
隆武二年（1646年，清順治三年）三月，隆武帝驻延平，鄭成功向其提出军事建议，史称“延平条陈”，隆武帝大为赞赏。隆武帝又封郑成功为忠孝伯，挂招讨大将军印，赐尚方剑，派遣他到閩、贛边境，與清軍作戰。然而真正握有軍政大權的鄭芝龍，卻無意全力抗清，甚至在清軍南下福建時，命令仙霞關守將施福將軍隊撤回隆武朝廷所在地福州。此舉導致清軍攻入閩北時幾乎沒有遭受抵抗。
清朝大學士洪承疇為福建南安人，与鄭芝龍同鄉，在其承諾給予鄭芝龍三省王爵的利誘下，鄭芝龍不顧鄭成功、鄭鴻逵等人的反對，決意帶著其他幾位兒子北上，歸順清朝。

### 起兵抗清

#### 與父決裂

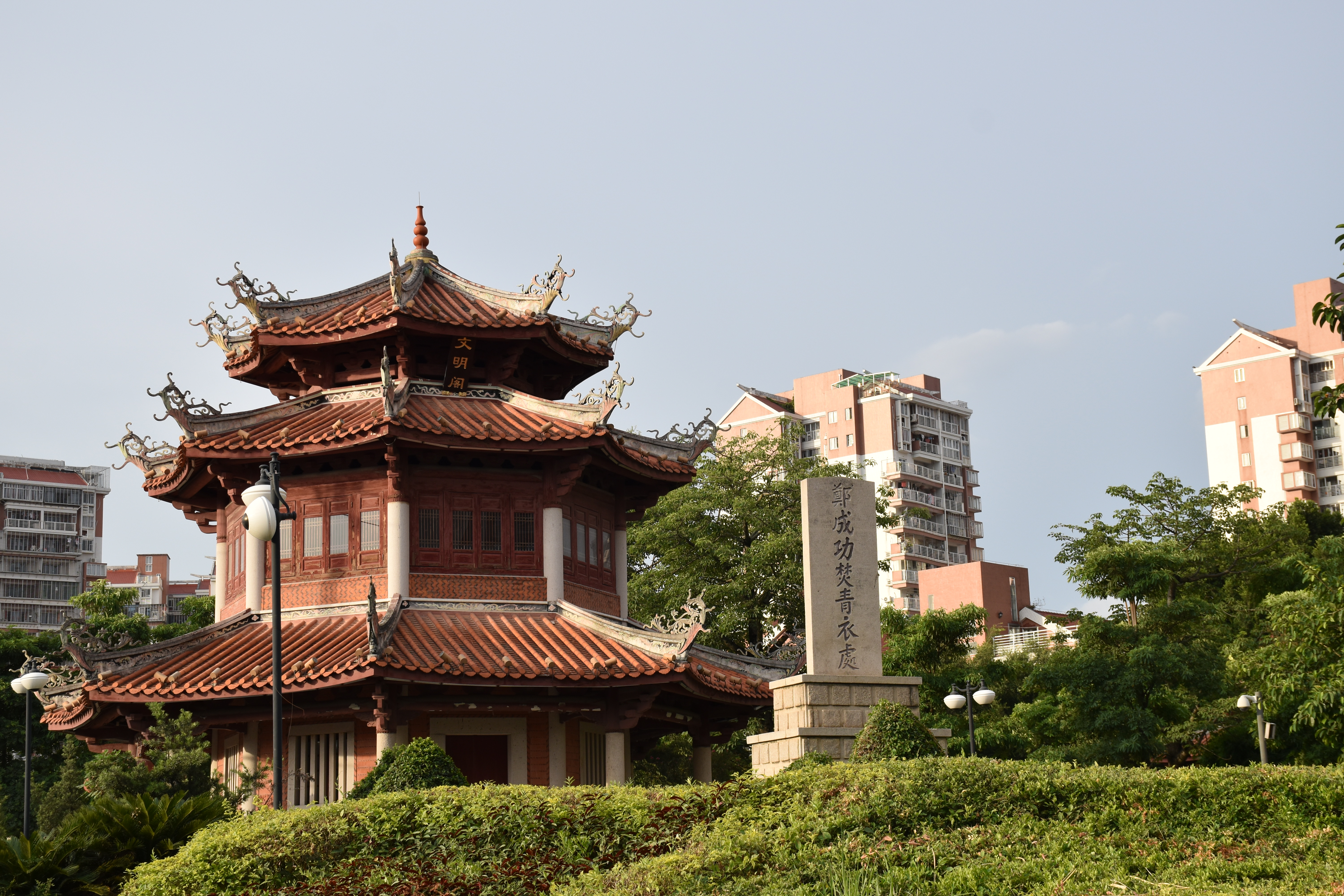
郑成功焚青衣处

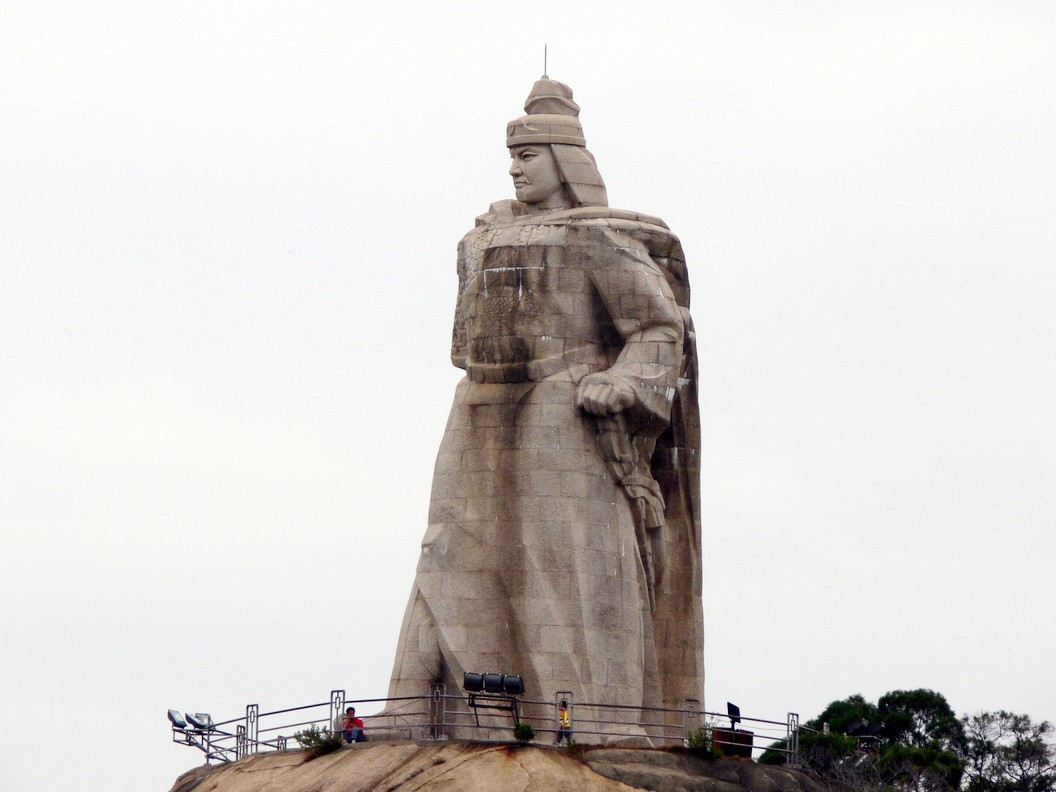
福建厦门鼓浪屿鄭成功雕像

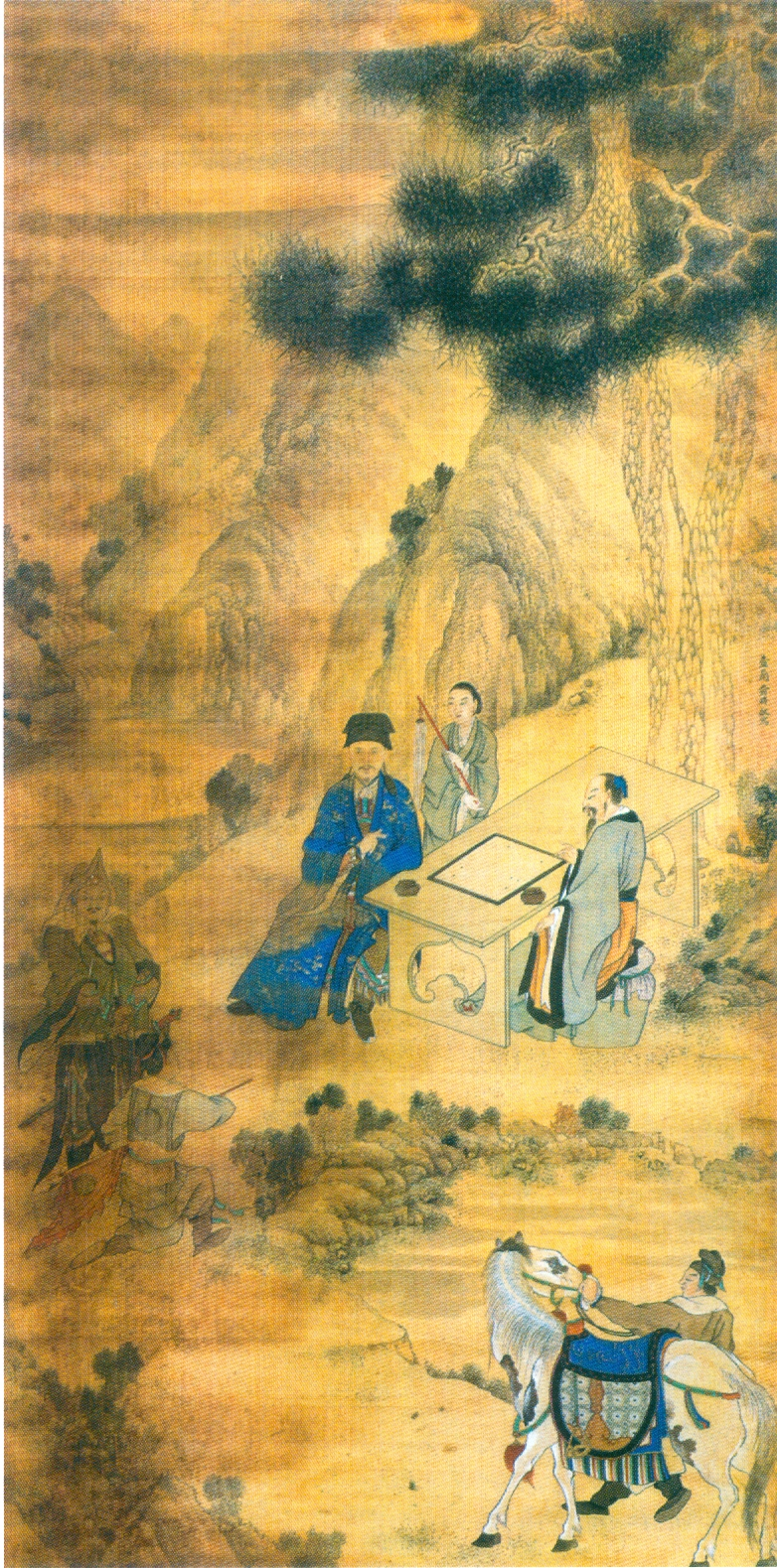
中國歷史博物館藏鄭成功像

鄭成功勸阻父親不成，只好率領約二十餘人到南安孔廟祭孔，焚燒儒衣，向孔子痛哭發誓，說：「昔為孺子，今為孤臣，向背去留，各行其是，謹謝儒衣，祈先師昭鑒。」，鄭成功投筆從戎，且他的誓詞相當於公開與鄭芝龍劃清界線，於是率眾出走金門。鄭芝龍本以為降清後得保家業，加官晉爵；不料清軍征閩主帥博洛背約，將鄭芝龍與諸子一同挾往燕京，更出兵攻打鄭氏故鄉。鄭成功之母田川氏當時已從日本搬至福建定居，碰上此次劫難，於戰亂中自殺；鄭成功得知母親死後，更加堅定抗清決心。
同年八月，清軍攻克浦城、霞浦；隆武帝出奔江西，在汀州遭清軍俘虜，之後絕食不屈而亡。南明帝系旋由桂王朱由榔繼承，明年改元永曆。隆武政權滅亡，鄭成功避走金門，然後開始於沿海各地招兵買馬、收編鄭芝龍的舊部，更在南澳募集了數千兵力；隆武二年（1646年）十二月（公曆為隔年1月），鄭成功在小金門（今日金門縣烈嶼鄉），以「忠孝伯招討大將軍罪臣國姓」之名誓師反清。
隆武三年（1647年，明永曆元年，清順治四年）七月，鄭成功會同鄭彩部隊攻打海澄，失敗；八月，成功又與鄭鴻逵部合圍泉州府城，清漳州副將王進率援軍至，鄭軍不敵敗退。
隆武四年（1648年，明永曆二年，清順治五年），原浙江巡撫盧若騰等人來歸，鄭成功蓄積實力後再次出擊，攻克同安縣。五月，鄭軍圍攻泉州；七月，清靖南將軍陳泰、浙閩總督陳錦、福建提督趙國祚等轉而攻擊同安，鄭軍不敵，守將、軍民死傷無數。不久，清援軍抵達泉州，鄭成功乃解泉州之圍，退回海上。
同年，清江西總兵金聲桓、王得仁於江西起兵反清，清廣東提督李成棟亦投向明永曆朝廷，使反清復明的聲勢一時大漲；但各方反清勢力在彼此沒有默契、各自為政的情況下，大多淪為地方性的抗爭。不久後，清廷壓制了江西的金聲桓、王得仁勢力；廣東李成棟軍亦於隔年滅亡。
據《續明紀事本末》卷七記載，绍武帝死後，桂王朱由榔於1646年繼任帝位（年號永曆），但鄭成功不知，隆武四年春正月擁立朱常清為監國。八月林察航海成功後鄭成功始知永曆帝已即位。朱由榔的使節在十月到，晉升鄭成功为威遠侯，鄭成功奉朔改稱永曆，淮王遜位，取消監國及年號。

#### 潮州、廈門之役
是時，福建南部地區呈現混亂的局面，除了明、清的官方部隊以外，到處都有土豪、山賊擁據城寨，相互爭併，並且就近向百姓課收稅金，宛如軍閥；相較於這些地方勢力，鄭成功擁有較完善的軍備，但卻也因為軍隊太龐大，而領土太少，面臨籌集糧餉的重大問題。永历三年（1649年，清順治六年）七月，晋爵漳国公。同年十月，鄭成功決定揮兵南下，除打擊閩南清軍外，也打算沿路收服各地的城寨以為糧源。一個多月下來，從清軍手上攻取漳浦、雲霄等地，亦平定了達濠、霞美等寨；十一月，鄭軍攻詔安不克，乃決定轉入粵東，經分水關至潮州一帶征討不合作的零星勢力；至隔年五月之間，又次第收服了潮陽以及周邊許多山寨。潮州守將郝尚久雖已于隆武四年（1648年）隨李成棟反清，但曾襲擊施琅、鄭鴻逵等部，也曾拒絕鄭成功聯軍的要求，並在鄭軍攻打新墟寨時派兵與之為難，與鄭成功素有嫌隙。永曆四年（1650年）六月，鄭成功軍隊行抵潮州，便以郝尚久立場「不清不明」為由，出兵擊之；郝部不敵，退守府城，揭陽、普寧、惠來等縣盡入鄭軍之手。不久，清軍再次攻入廣東；郝尚久背腹受敵下負氣降清，引清軍入潮州城以抗鄭軍。鄭軍圍困潮州城三月不克、士氣低落，又面臨糧餉接濟問題，只得於八月解潮州圍退回閩南。
永曆四年（1650年，清順治七年），当時鄭成功的族叔（一說族兄）鄭彩、鄭聯的軍隊占据廈門。鄭成功退回閩南之後，為了拓展實力乃藉口鄭聯在廈門橫徵暴斂、使民不聊生；採取施琅的獻策，用計圖取廈門。永曆四年中秋節，鄭成功趁著鄭彩離開廈門的時機，前往廈門拜訪鄭聯，鄭聯大意並未設防，慘遭刺殺身亡。不久，鄭彩得知鄭聯的死訊，更加不敢與鄭成功作對，回到廈門便將兵權都交了出來；鄭成功自此接收了鄭彩、鄭聯大部分的部隊，並且實際取得廈門、金門作為根據地。
同年十一月，清平南、靖南二王率數萬鐵騎攻入廣州府；鄭成功奉敕南下勤王，令叔父鄭芝莞留守廈門。十二月，鄭成功抵廣東潮州揭陽，與鄭鴻逵會師；兩人商討後，決定由鄭成功繼續率軍南下勤王，而鄭鴻逵則移師往廈門協防。同年，魯王在閣部曾櫻等人陪同下，來到廈門投靠鄭成功，被安置在金門。
永曆五年（1651年，清順治八年）正月，鄭成功抵南澳。二月二十五日（西曆4月14日），鄭軍艦隊於鹽州港附近遭遇風暴，鄭成功的主船險些解體、翻覆，幾乎所有船上器具，包括鼎灶都一併丟失；據記載當時船上甚至連食物都無法準備，鄭成功本人也連餓兩餐。直到隔天下午風雨漸歇，鄭成功的主副座船才得以回到岸邊與艦隊會合。此乃鄭成功本人於海上遭遇最大的一次凶險，事後鄭成功也重賞主副中軍船的兩位駕駛。
同年三月，鄭軍抵達廣東大星所（今廣東惠東）。另一方面清福建巡撫張學聖得知鄭成功的主力軍隊已經前往廣東，廈門防務鬆散，似有可趁之機；乃命令馬得功、王邦俊等趁虛攻擊廈門。馬得功挾持身在南安的鄭芝豹，命其交出船艦渡載清軍往廈門，並且順利在海面上擊敗鄭軍。面對清軍來襲，負責廈門防務的鄭芝莞未戰先怯，只顧著將財物搬運至私人船上逃亡；使得清軍相當輕鬆就攻破廈門，並將鄭家的積蓄、裝備掠奪一空。由於事出突然，董夫人與鄭成功長子鄭經只來得及攜帶祖宗牌位避於海上逃過一劫。清軍僥倖偷襲得逞之後，卻沒打算留在廈門與鄭軍決戰，於是滿載戰利品即返回內陸。這時趕赴廈門支援的鄭鴻逵，正好於海面遭遇返航之馬得功部隊，將其圍困，卻被馬得功威脅將害其母、兄（鄭芝龍）性命，無奈之下只好放走馬得功。不久，鄭成功於廣東得知了廈門遭襲擊的訊息；原本他仍堅持繼續南下勤王，但終因上下將士思歸，哭聲遍聞，乃不得已班師回廈門。收復廈門後，鄭成功追究起責任，將怯戰以逃的叔父鄭芝莞斬首；而放走馬得功的鄭鴻逵則交出兵權、自請退隱东石镇白沙，不再過問政事。
同年五月，鄭軍大將施琅擅自處決鄭成功麾下部將曾德，鄭成功以此為由欲誅施琅全家；施琅雖在友人幫助下逃脫，但父親、胞弟均遭處死。經此事件，施琅與鄭成功結下大仇，乃再度降清。

#### 漳州、海澄之役
永曆五年（1651年，清順治八年）下半年，鄭軍在閩南小盈嶺、海澄（今龙海市）等地戰鬥，獲得了磁灶戰役、钱山戰役和小盈岭戰役的勝利，克復平和、漳浦、詔安、南靖等地。年底，包括定西侯張名振等人皆來投靠，使鄭軍的聲勢愈形高漲。
翌年（永曆六年，1652年，清順治九年）正月，清海澄守將赫文興向鄭成功投降。二月，鄭軍攻長泰，清朝派遣陳錦率大軍前往救援；兩軍於江東橋展開大戰。鄭成功仗著對閩南地形較為熟識，在江東橋附近安排了許多伏兵，大敗陳錦，殲滅多數清軍，取得江东桥戰役的胜利。不久即攻下長泰。
攻克長泰之後，鄭成功集結大軍進攻漳州府府城，將之層層包圍。四月，清軍為解漳州之圍，於是募集百艘船艦進犯廈門，攻鄭成功所必救。鄭成功遂派陳輝、周瑞等率領百餘艘戰艦迎擊，於崇武大敗清軍，取得崇武戰役的胜利。鄭軍在海上大捷，因而對漳州城的施壓沒有稍減。清福建巡按王應元記載道：
八、九兩月，每石米價貴至五百五十兩，草根木葉鼠雀牛馬搜索食盡，繼之人肉。父子相食，爨不煙火者月余，病死、餓死、投水投繯而死，兵丁威取強奪箠楚而死，日以千百計。
永曆六年（1652年，清順治九年）九月，清軍將領固山額真（都統）金礪率領萬人大軍開抵福建，進入泉州府，鄭成功下令解除漳州之圍。鄭成功將部隊佈置於江東，欲用擊敗陳錦的同樣方式，來伏擊金礪軍，但卻遭金礪識破，兩軍展開混戰，鄭軍提督黃山、禮武鎮陳俸、右先鋒鎮廖敬、親丁鎮郭廷、護衛右鎮洪承寵都在激戰中陣亡。鄭軍於交戰失利後，只能撤退以確保海澄、廈門的安全。清軍趁勝收復南靖、漳浦、平和、詔安四縣。
永曆七年（1653年，清順治十年）四月，金礪進犯海澄，與鄭成功展開激烈戰鬥，雙方都是以銃炮作為主戰武器。在清軍的猛烈砲火之下，鄭成功部隊損失慘重，許多部將戰死；鄭成功見軍隊士氣低落，親臨陣前喊話，也險遭砲擊。五月初七日（西曆6月2日）五更，金礪下令以空炮掩護，派綠營打頭陣，旗兵後續，填河攀柵蜂擁而來，企圖一舉登城，被鄭營所拒。天亮以后，鄭成功偵知清軍火藥錢糧不繼，於是誘敵決戰，趁清軍大舉渡河之際，以火攻大破金礪，取得海澄战役的胜利，海澄得保安全。海澄戰役以后，金礪被清廷召回京師，雙方再度處於相持局面。

#### 與清議和
永曆七年（1653年，清順治十年）五月，清軍兩度大敗後，順治帝敕封鄭成功為「海澄公」，鄭成功不接受。八月，雙方於泉安報恩寺內議和，鄭軍得以休兵籌措糧餉，稍事整頓。十一月，順治帝再度敕封，並承諾給予泉州府安置兵將。
永曆八年（1654年，明清順治十一年），定西侯張名振見清軍已將軍力集中於福建，則江、浙等地防務勢必空虛；於是乃向鄭成功請師，率領百艘戰艦北上，圖取江南地區。張名振的北伐之師沿長江進攻，直達金山寺，威脅江寧府城；但因後援接濟不及，只得回師。二月，清廷再遣使與鄭成功，承諾給予興、泉、漳、潮四郡為封地；鄭成功接受「海澄公」之印，但不剃髮，同時以「兵馬繁多，非數省不足安插」為由，將觸角延及福州、浙江紹興一帶，要求浙、閩、東粵近沿各郡接受鄭軍安排，支援鄭軍糧餉，在福建收到良好效果，但在廣東遭到清碣石總兵蘇利、潮州總兵劉伯祿、水師總兵許龍等人的抵制。劉伯祿上奏稱：
照得海澄公佔據福建島嶼，距潮州甚近，紅頭兵結黨結夥，接連不斷，且差總兵來潮，塘報頻繁，因不知其意圖，人心浮動。
八月，清最後一次遣使往議，順治詔諭：
自古識時俊傑，遇推誠待人之主，披肝投順，矢忠勿二……今如遵照所領敕印，剃髮歸順則已；如不歸順，爾其熟思審圖，毋貽後悔。
鄭成功的親弟鄭渡、鄭蔭也在使節之中。二人跪求鄭成功答應，但鄭成功卻說清廷沒有誠意，並謂「我一日未受詔，父一日在朝榮耀，我若茍且受詔削髮，則父子俱難料也」，又一次拒絕清朝提出的條件。
九月，南明孫可望欲叛變，西寧王李定國奉詔與鄭成功緊急聯繫，希望合力進攻廣東，再沿長江北伐，攻贛、皖、蘇各省，他還提出兒女連姻。十月，鄭成功派林察、周瑞督軍西進，配十個月軍糧。
同年十一月，清漳州協守劉國軒向鄭成功投降，引鄭軍進入漳州府城；漳州總鎮張世耀見大勢已去，與以下官員盡皆向鄭軍投降。

#### 鄭清再戰
十二月，清軍決定放棄對鄭軍的招撫政策，命濟爾哈朗世子濟度充定遠大將軍，發動征剿。鄭軍分兵進擊，拿下同安、南安、惠安、安溪、永春、德化諸縣，進入興化地方。
永曆九年（1655年，清順治十二年）四月，永曆帝冊封鄭成功為延平王，從此亦有人稱成功為「鄭延平」。因為永曆帝和鄭成功勢力相隔遙遠，特准鄭成功設置六官及察言、承宣、審理等官方便施政，同時允許他委任官職，武官可達一品，文職可達六部主事。鄭成功每次拜封官員，都請寧靖王朱術桂等明宗室在旁觀禮，以示尊重體制。鄭成功同時將廈門（當時稱中左所）改名為思明州，並建造演武亭，以便鄭成功親自督察官兵操練。
李定國克復肇慶後，未等到援軍，於廣州城外戰敗，退入廣西。五月，林察等回師，報稱應援不及，鄭成功大怒，一度欲斬二人。鄭成功寄信稱「使醜類長驅，某實有罪焉。已將水睦各將領，鑒定功罪，重行綑責。乃念其有功，不然已正法矣。」建議再次會師廣東，但計畫最終落空。
七月，鄭成功派洪旭為水師總督，甘輝為陸師總督，陳六禦為總制五軍戎政，發銀一萬兩，領軍北伐。這隻軍隊紀律嚴明，行至湄洲北鎮，有一兵取水時拾人一雞，被監營押解、梟首示眾，付翼、司哨隊捆責，甘輝認罪請罰，被責十棍。
同年九月，濟度率三萬大軍入閩，會同駐閩清軍，準備進攻廈門。鄭成功決定放棄已佔領的漳州、泉州兩府屬邑，並拆毀城牆讓清軍無所屯紮，藉此鞏固金門、廈門的防禦。與此同時，還派遣部將率領舟師兩路進擊，一北上浙江，一南下廣東，令清軍腹背受敵、難以兼顧頭尾。北上鄭軍連戰皆捷，攻入舟山；南下鄭軍雖一度攻取揭陽，卻遭到清援軍擊潰，死傷慘重。南征舟師返回廈門，鄭成功議處敗戰之罪，原本要處死蘇茂、黃梧、杜輝，但是在眾將跪地求情之下，鄭成功決定將蘇茂一人斬首，黃、杜則戴罪圖贖。後鄭成功命黃梧鎮守海澄，還特別囑咐黃梧以戴罪之身應力圖建功；但是黃梧知道鄭成功一向治軍嚴苛，害怕自己一旦再犯錯就會送命，於是便與副將蘇明商議，決定向清朝投降，獻出海澄縣城。海澄是鄭成功多年來投注了相當多人力、物力建造起來的堅固堡壘，黃梧的投降無疑給了鄭成功一大打擊。甘輝在為鄭成功斷後的過程中，相機攻略海澄，順勢攻打閩安、溫台、寧德，斬猛將阿克襄，聲威大震。之後更趁濟度北上，鄭軍重整旗鼓，四處征戰。
永曆十年（1656年，清順治十三年），鄭軍以厦、金为基地，在华南與清軍频繁交战。鄭成功完全控制了海權，一方面深入內陸廣設商業據點“山五商”，開闢貨源以和外國人貿易、走私來累積資金；一方面以此募兵（包含日本人、南島人、白人、黑人等外籍傭兵）及進口盔甲、銃砲、刀劍等武器來籌備軍力、軍備；又以內陸的商業據點為基，發展反清復明的情報組織洪門。
四月，濟度調集各路水師進攻廈門，於圍頭海域遭鄭軍痛擊，清軍大敗而歸。郑军取得泉州戰役的胜利。
由於荷蘭人、西班牙人搶劫鄭軍商船，殺害中國人，鄭成功六月下令封鎖台灣海峽，荷蘭人無法開展轉口貿易，收入遽降。
十月，鄭成功率軍南下，欲攻打惠州、潮州，應對清軍蘇利、許龍勢力。在陳豹建議下，鄭成功派黃廷攻打鷗汀（屬潮州），分派諸將攻打揭陽、潮陽，自己回廈門。黃廷以許龍部下為內應，攻克鷗汀，許龍本部南洋寨遭到毀滅性打擊。據《潮州志》記載：
黃廷令造木牌遮身，以鐵鍫掘寨脚，堆積火藥、地雷，火發寨崩十餘丈，而甘輝約寨中人爲内應，寨遂陷，屠男女六萬餘人，活者僅百餘人。
冬，鄭成功大舉北伐，十二月取得护国岭戰役的胜利。期間有鄭軍在福安劫掠，傳教士利胜（Victorio Riccio，1621-1685）記載道：
大大小小超過3000艘的國姓的舢板從海口溯福安河而上。當他們剛一著陸，這些海寇們立即開始蠻橫地洗劫該地。他們搶奪一切東西，不分男女老幼肆意殺戮。他們強姦婦女，抓捕壯丁。最後，他們放火燒毀了許多村鎮。遠遠就能望見陸地上令人可怖的濃煙。
盧若騰憤而作詩曰：「人言胡虜是長蛇，豈知惡客是短蝮！」鄭成功告誡部屬說：「勞苦征戰十有餘年，所為何事？總為報國救民起見。」
此次郑军滞留闽东长达十个月，直到永曆十一年（1657年）夏才撤出。荷蘭人3月派何斌到廈門獻琛覲見，鄭成功在6月同意恢復貿易，荷蘭文獻記載鄭氏條件是善待中國商人，允許鄭氏商船到暹罗、占碑、舊港等地貿易，而中國文獻記載則為荷蘭「年輸銀五千兩，箭坯十萬隻，硫磺千擔」。

#### 三度北伐

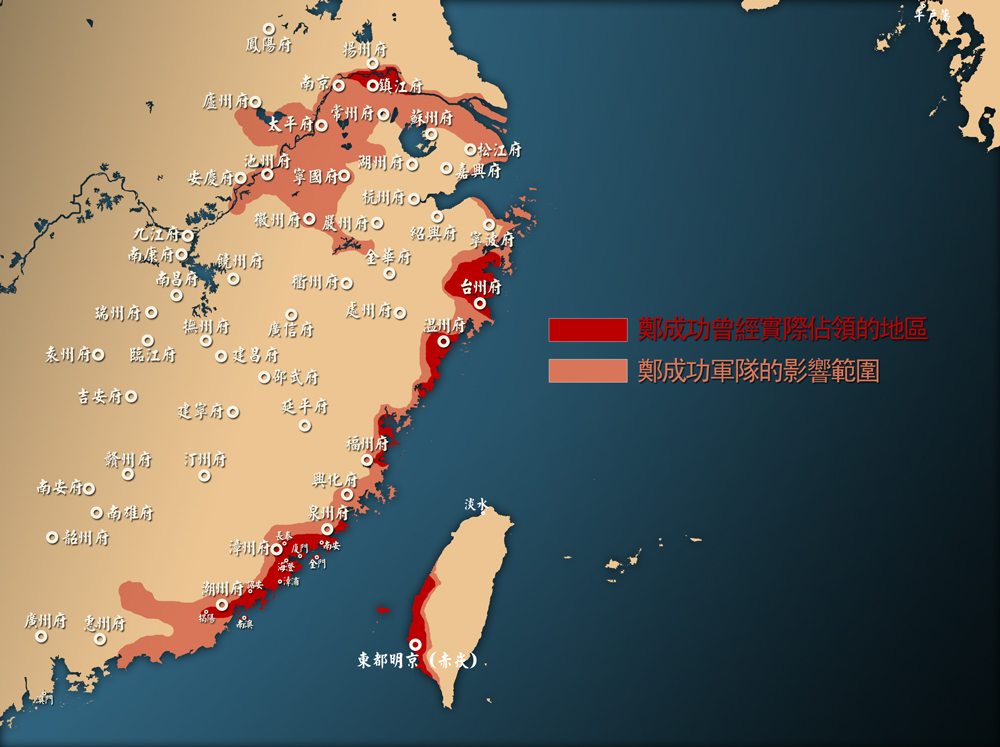
鄭成功勢力範圍圖

永曆十一年（1658年，清順治十五年）七月，鄭成功率軍北伐，行軍前有令：不准姦淫、擄掠婦女。如有故違，本犯立即梟示，大小將領一併連罪。不准擄掠男子為夥兵，如有故違，本犯梟示，將領連罪。敢有擅動民間一草一木者，本犯梟示，大小將領一併連罪。
八月，鄭軍入海門堯台州。九月，天台、太平、海門衛相率歸附。但浙閩總督李率泰偵知鄭軍精銳北上，乘機分兵攻陷羅星塔和閩安鎮。鄭成功擔心兩島有失，後方震動影響軍心，只得暫時回師。
永曆十二年（1658年，清順治十五年），鄭成功統率水陸軍十七萬與浙東張煌言會師，大舉北伐。大軍進入長江之前，於羊山海域遭遇颶風，損失非常慘重，只得暫且退回廈門。
翌年（永曆十三年，1659年，清順治十六年），鄭成功再次率領大軍北伐，會同張煌言部隊順利進入长江，攻克鎮江、瓜洲。鄭軍勢如破竹，僅派四名虎衛將、四名哨兵就收復了江浦，二百清兵遁逃。在接連取得定海关戰役、瓜州戰役、镇江戰役胜利後，克复四府三州二十四县，鄭軍包圍江寧府城（南京）。
張煌言部亦收復蕪湖一帶十數府縣，江南一時震動，百姓紛紛剪去髮辮脫去旗袍并哭聲言道：「時久不見大明衣冠矣！」後因鄭成功中清軍緩兵之計，遭到清軍突襲，使明軍大敗，損兵折將，包括潘庚鍾、甘輝、萬禮、林勝、陳魁、張英等大將皆死於此役。鄭成功兵敗後，試圖攻取崇明縣，做為再次進攻長江的陣地，卻久攻不克，只好全軍退回廈門。南京之戰可說是鄭成功生涯當中最輝煌及重要一役，卻是先盛後衰，大敗收場，使鄭成功反清大業受到重大挫折。
永曆十四年（1660年，清順治十七年），在福建海門港殲滅清將達素所率水師四萬餘人，取得厦门戰役胜利，聲威復振。
1661年2月5日，清順治帝崩，皇三子玄燁繼位。鄭氏降將黃梧向清廷建議“平賊五策”，内容包括長達20年的遷界令，自山東至廣東沿海廿里，斷絕鄭成功的經貿財源；毀沿海船隻，寸板不許下水；同時斬成功之父鄭芝龍於寧古塔（今黑龍江省牡丹江市）流徙處（一說斬於北京）；挖鄭氏祖墳；移駐投誠官兵，分墾荒地。
1661年5月25日，因南京之役大敗，鄭成功只好退守廈門與金門。

### 攻取臺灣

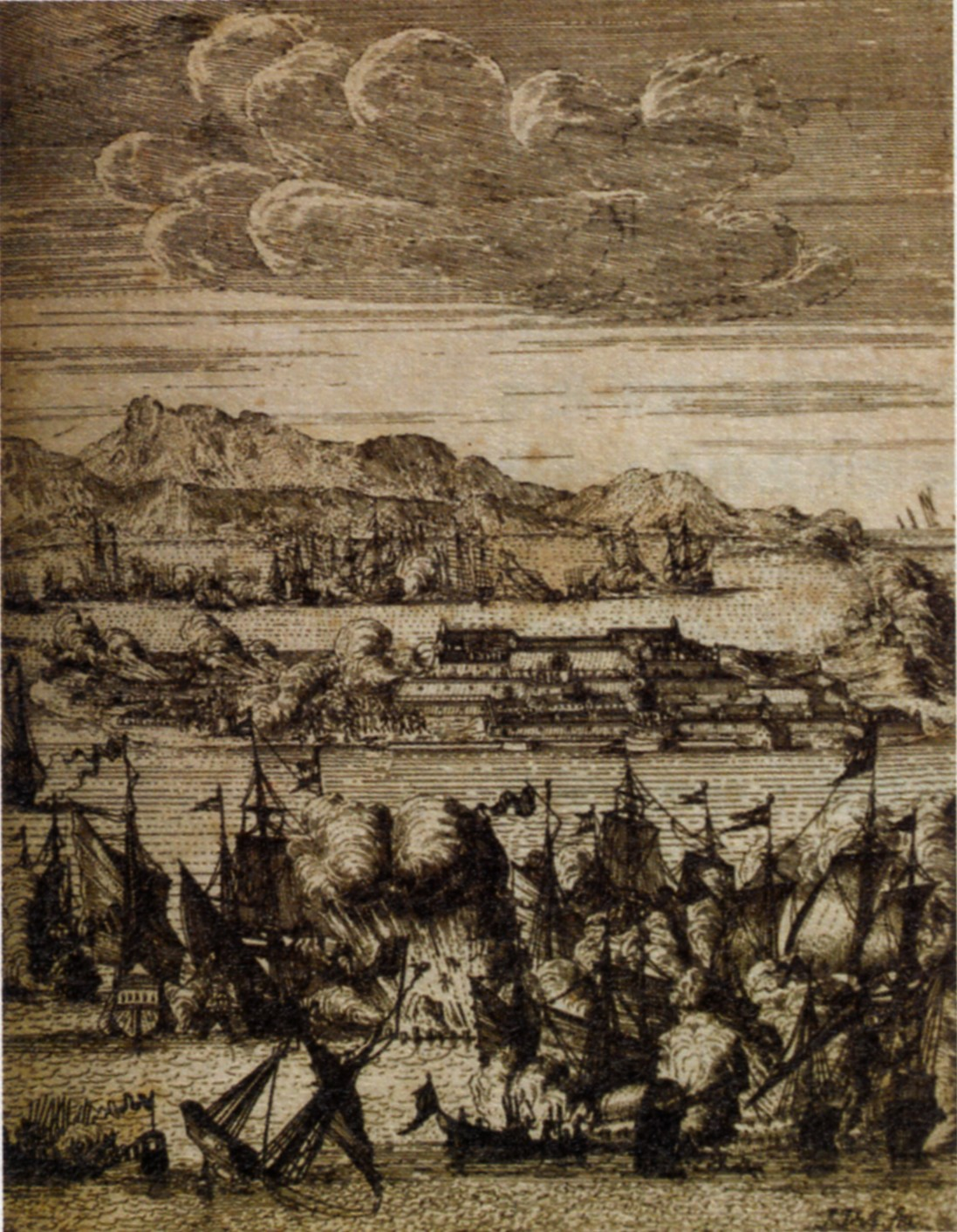
揆一《被遺誤的福爾摩沙》（1675年出版）書中插圖，描繪台江內海海戰。

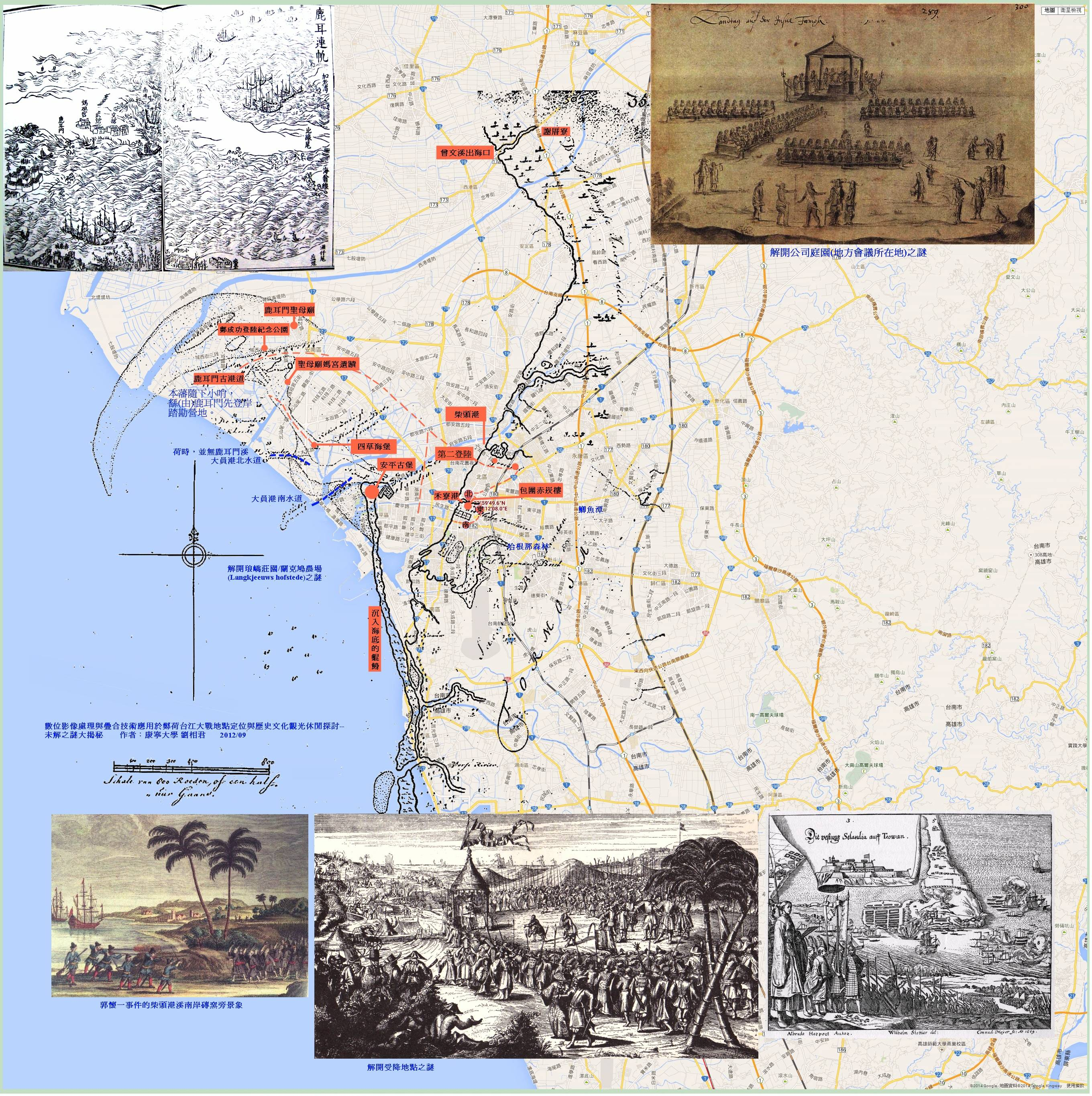
1652 Plockhoy「大員及其附近地區海圖」與2012google疊合地圖

自從隆武二年十二月（1647年1月）在小金門（今金門縣烈嶼鄉）起兵抗清后，鄭軍转战浙、閩、粵等行省东南沿海，多次帮助明朝宗室与民众渡海定居台湾及东南亚各地。此外，郑成功让华商领取郑府令牌和“国姓爷”旗号，以帮助保护华人在海外经商时的安全；当时确有很多海外华商采取此法，而得以安全出海经商。然而，統領數萬人的大軍抗清，卻始終無法取得較大的根據地，郑成功被迫必須通過海外貿易筹备粮饷。当时荷兰人常劫夺郑氏和海外华人到東南亞的商船，郑成功多次派出水军打击荷兰舰队，并于永曆十年（1656年）到十四年（1660年）期间两次警告荷兰人，除非荷兰人停止劫夺华人的商船，郑氏将不会与荷兰贸易。
北伐南京失敗後，鄭成功部元氣大傷，並且面臨軍糧不足的問題；為了解決大軍的後勤給養問題，鄭成功決定聽從何斌之建議奪取時由荷蘭東印度公司支配的台灣。

#### 發兵
永曆十五年（1661年，清順治十八年），鄭成功親率將士二萬五千、戰船數百艘，自金門料羅灣出發，經澎湖向臺灣進軍。荷蘭當局於福爾摩沙島西南建有兩大防禦要塞，一為位於大員（今台南市安平區）的熱蘭遮城，二為位於台江內陸赤崁地方（今台南市中西區）的普羅民遮城。鄭成功多次遣使或發信給揆一，令其投降。使者說：「此地非爾所有，乃前太師練兵之所。今藩主前来，是复其故土。」後來《臺灣通史》收錄〈與荷蘭守將書〉則與當時荷蘭所記書信不同，因此〈與荷蘭守將書〉在學術界尚有爭議，一些學者認為可疑甚至可能是杜撰的，一些學者則認為連橫是以明鄭後人江日昇《臺灣外紀》為基礎進行增補。〈荷蘭熱蘭遮城日誌〉節錄了鄭成功的勸降信和公告，與連橫記載相似，鄭成功以台灣、澎湖應在中國政府的統治之下，土地是其父借給荷蘭公司為由，要求歸還其父土地。鄭成功於同年3月27日對大員頒布的告示再一次強調，這塊土地是其父借給荷蘭公司，他是來取回屬於他的土地。文中同時也保證若荷蘭人投降，會保證荷蘭人的生命財產安全，這都與〈與荷蘭守將書〉相同。
攻取台灣時，命世子鄭經鎮守廈門，鄭經與五弟鄭智乳母陳昭娘私通，生下鄭克𡒉。鄭成功本不知陳昭娘是鄭智的乳母，還以得到愛孫而大喜。而鄭經岳祖父唐顯悅怒，寫了一封信給鄭成功，備述詳細，並罵道：「三父八母，乳母亦居其一。令郎狎而生子，不聞飭責，反而簣賞。此治家不正，安治國乎?」鄭成功曾計畫派人殺鄭經之母董王妃、鄭經、陳昭娘、鄭克𡒉，以表其嚴厲治家的決心。

#### 攻克赤崁
永曆十五年四月初二（1661年4月30日），鄭軍經由鹿耳門水道進入台江內海並於禾寮港（今台南市北區開元寺附近）登陸，意圖先求取防禦薄弱的普羅民遮城。隨後鄭軍在台江海域與荷蘭軍艦展開海戰，擊沉荷軍艦赫克特（Hector）號，取得台江內海控制權，並同時在北線尾地區擊敗荷蘭陸軍，以優勢兵力包圍普羅民遮城。
四月初六（1661年5月4日），迫使普羅民遮城守軍出降。永曆十五年五月十八日（1661年6月14日)，鄭成功改赤崁為「東都明京」，設承天府及天興、萬年二縣。

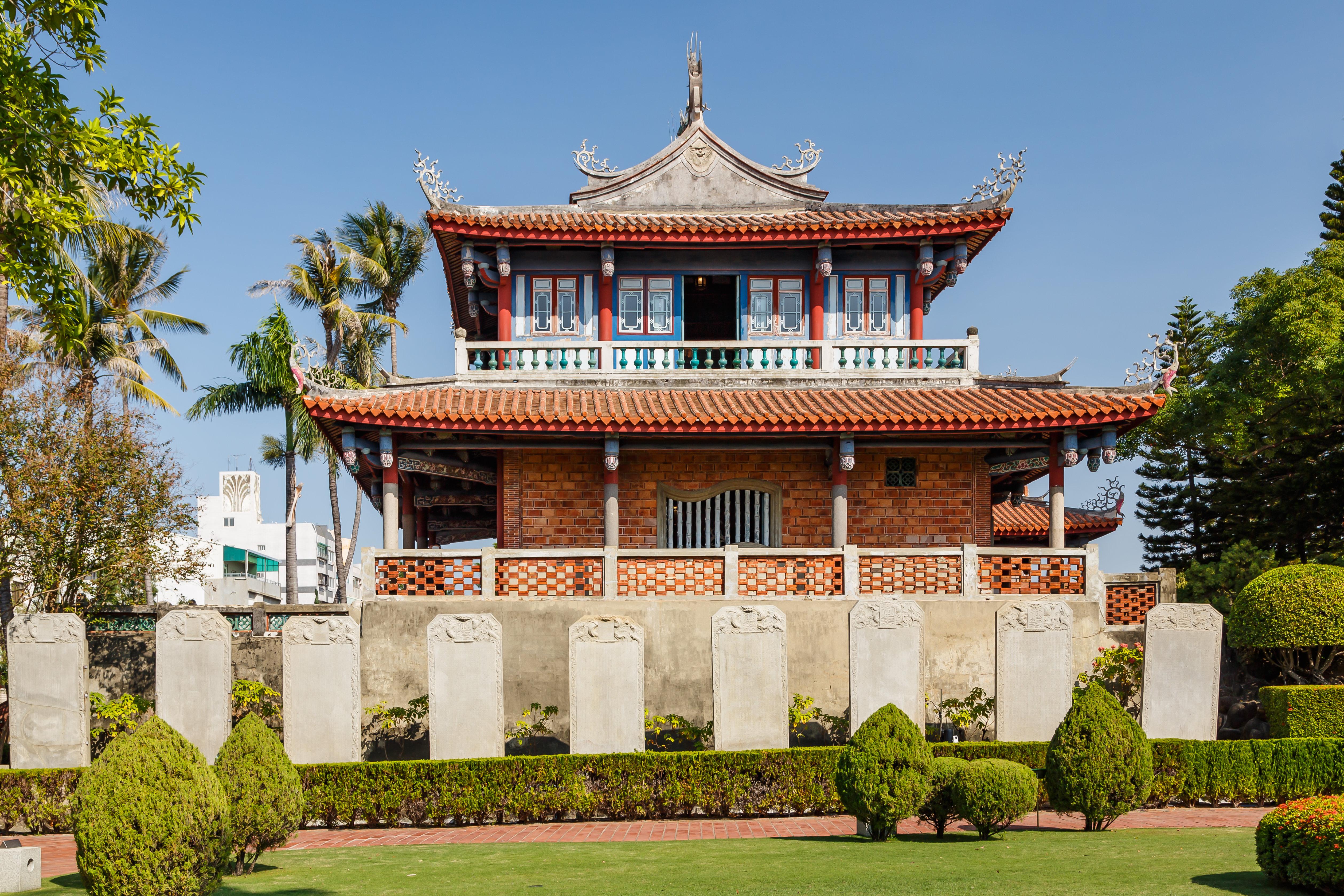
立於普羅民遮城址的赤崁樓

鄭成功下令屯墾台灣的範圍，北達噶瑪蘭（今宜蘭縣），南至瑯嶠（今屏東縣恆春鎮），後因大肚平埔族拍布拉（Papora）族大肚王阿德狗讓與瑯嶠「番人」的反抗而減緩擴張，在初次征討阿德狗讓失敗後、鄭軍設下伏兵斬殺之。然中部地區的原住民持續抵抗，直到鄭經朝仍時有起義。鄭成功時期的實際統治區域大約是從二林（今彰化縣二林鎮）到茄藤（今屏東縣佳冬鄉）的範圍之間。

#### 攻克熱蘭遮城
取得普羅民遮城做為據點之後，鄭軍隨即由海、陸兩面圍困熱蘭遮城。由於考慮到兩萬大軍的糧餉調度不易，鄭成功並沒有做持久戰的打算，一開始即對熱蘭遮城施壓，試圖脅迫荷蘭軍隊投降。遭荷蘭大員長官揆一拒絕其投降要求之後，鄭成功一度下令強攻熱蘭遮城，卻遭遇荷軍極頑強抵抗，鄭軍損失慘重。由於強攻不下，加之大軍糧食短缺，使得鄭成功被迫改變策略，派出大部分的軍隊至南北各地屯田、徵收錢糧，以解大軍乏糧的燃眉之急，對熱蘭遮城改採長期包圍的戰略。
永曆十五年七月，荷蘭東印度公司從巴達維亞調遣的援軍抵達大員，除了六百多名士兵、十一艘軍艦以外，增援部隊亦為熱蘭遮城帶來大量補給品與火藥。時鄭成功的軍力仍分散台灣各地實行任務，駐守於大員以及普羅民遮城市鎮的軍力預估不到三千，遂使荷蘭軍重新燃起反撲的希望。
永曆十五年七月中旬，停泊於外海的荷蘭援軍遭遇強風侵襲，被迫離開大員海岸，前往澎湖躲避風雨；其中荷蘭軍艦Urck號擱淺，船上人員皆遭鄭軍俘虜。此一變故，使鄭軍獲得整備的戰機，待荷蘭軍艦於八月回到大員海域時，鄭軍雖未能調回多數兵力，卻已然完成作戰的準備。
永曆十五年八月中旬，荷、鄭兩軍於台江內海展開激烈海戰，鄭軍大獲全勝，擊沉一艘荷蘭軍艦，並奪取船隻數艘，自此荷軍喪失主動出擊的能力。
南明昭宗永曆十五年(1661年11月24日)，輔政大臣蘇克薩哈矯詔令斬鄭芝龍，與其親族11人於燕京柴市（今北京市府學胡同西口），另一說是在寧古塔，鄭氏在北京老少無遺。

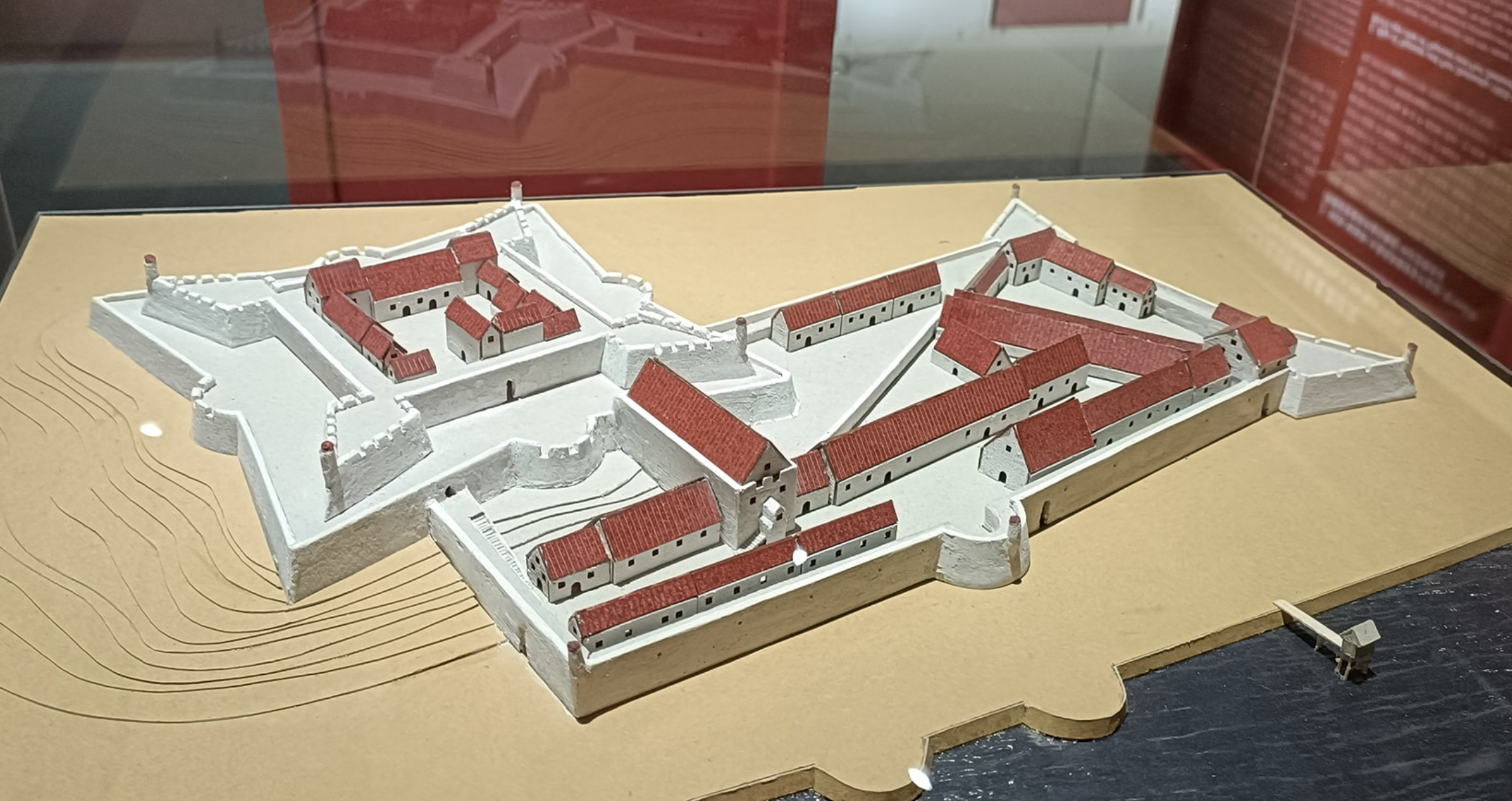
熱蘭遮城復原模型

永曆十五年十二月（1662年1月），日耳曼裔荷蘭士官Hans Jeuriaen Rade叛逃，鄭成功在其提供之情報的幫助下，砲轟擊毀熱蘭遮城的烏特勒支碉堡，使熱蘭遮城之破終成定局。
永曆十五年十二月初九日（1662年1月28日），荷蘭大員長官揆一修書予鄭成功，表示同意「和談」，歷經數次談判。
永曆十五年十二月二十一日（1662年2月9日），揆一決定投降，退出台灣。

#### 準備攻打呂宋
源於明嘉靖四十四年（1565年），西班牙開始殖民統治「菲律宾群島」；明萬曆三十一年（1603年）和明崇禎十二年（1639年），西班牙殖民當局，两次屠杀在最大島呂宋的华侨华商，死亡人数高达五万餘人。
鄭成功於攻下台湾不久后，得知西班牙人在菲律宾有杀戮與掠夺华侨的罪行，勃然大怒。
鄭成功乃於南明昭宗永曆十一年（1657年），致函给爪哇岛巴达维亚的一位华侨甲必丹，要求他停止与菲律宾的西班牙殖民者进行贸易往来。郑成功曾多次对菲律宾华侨表示关切，并提出要率兵攻取菲律宾，以惩罚西班牙人。
南明永曆十六年（1662年）四月，通過意大利籍神父李科羅向菲律宾的西班牙总督递交国书，谴责其杀戮掠夺华侨的罪行，令其「改邪归正，俯首纳贡」。但西班牙人反因此在马尼拉进行了第三次对华侨的屠杀。
郑成功闻讯大怒，决定挥师征讨，为华侨报仇。他一面抚恤安置从菲律宾逃到台湾的华侨，一方面组织筹备军队，派人暗中与在菲律宾的华侨联络，以便到时可裡应外合，但尚未出兵即去世。

#### 去世
鄭成功患何種病症而死，缺乏真正病程的記載與醫療紀錄，唯一能確定的是：發病的時間約在1662年6月16日（永曆十六年五月初一），死亡的日期則是6月23日（永曆十六年五月初八），年僅39歲（未满38周岁）。鄭成功逝世，距離1662年2月9日荷蘭大員長官揆一正式退出台灣不到半年。
清朝官方在康熙元年六月廿五日的《康熙朝實錄》記載：「靖南王耿繼茂疏報、海逆鄭成功、因其子鄭錦為各偽鎮所擁立、統兵抗拒。鄭成功不勝忿怒、驟發顛狂。於五月初八日、咬指身死。」
道明會神父李科羅1676年的著作記載：「國姓爺罹患了嚴重的日射病，因為極度憤怒與痛苦，而囓咬手指、撕抓臉面，五天後便將靈魂交給了魔鬼。他直到臨死之前仍然犯下許多駭人的行為，對於服侍他的人拳打腳踢，不斷下令將人處死，最後臉上帶著猙獰的表情死去。」
邵廷采的《東南紀事》：「壬申五月，成功死於台灣。成功感風寒，月朔受謁，尚坐胡牀，諸將不知其病。數日，卒，年三十九。」
李光地的《榕村續語錄》：「成功偶傷寒，馬信藨一醫生，以為中暑，投以涼劑，是晚而殂，年三十九。馬信以為成功死，則己得王其地矣。翌日，馬亦無病暴亡。」
劉獻廷的《廣陽雜記》中，鄭成功同窗，也是其部將林興珠親家的楊於兩親口告訴作者：「賜姓之死也，面目皆爪破，曰：「吾無面目見先帝及思文帝也。」」
1713年出版的江日昇章回體小說《臺灣外紀》記載：五月朔日，成功偶感風寒。但日強起登將臺，持千里鏡，望澎湖有舟來否。初八日，又登臺觀望。回書室冠帶，請太祖祖訓出。禮畢，坐胡牀，命左右進酒。折閱一帙，輙飲一杯。至第三帙，嘆曰：「吾有何面目見先帝於地下也！」以兩手抓其面而逝。
根據康熙時代作家夏琳所著之《閩海紀要》：「五月朔，成功感冒風寒；文武官入謁，尚坐胡床談論，人莫知其病。及疾革，都督洪秉誠調藥以進，成功投之於地；嘆曰：『自國家飄零以來，枕戈泣血十有七年，進退無據，罪案日增；今又屏跡遐荒，遽捐人世：忠孝兩虧，死不瞑目！天乎天乎！何使孤臣至於此極也』！頓足撫膺，大呼而殂。」
沈雲於1836年所撰寫的《臺灣鄭氏始末》：「五月癸酉朔，成功病，強掖黃安登將臺，望彭湖，有船東至否？安曰：『無之。梧、琅奸計，北既赤族，又將滅是。中冓事隱，安見顯悅非為梧賣者？願王勿疑，疑則左右皆義、祿、霸等。父子至親且若是，他更何以自處』？成功益忿怒，狂走。越八日庚辰初八日，嚙指而卒，年三十有九。」

## 官爵
官位
- 宗人府宗正協理宗人府事
- 提督禁旅、儀同駙馬都尉
- 御營御武副中軍勳戚、總統御營軍務
- 招討大將軍[1]

爵位
- 忠孝伯 - 受封於隆武二年三月（1647年）。
- 威遠侯 - 受封於永曆二年十月（1648年）。
- 漳國公 - 受封於永曆三年七月（1649年）。
- 延平王 - 明昭宗於永曆八年八月（1654年9月11日－10月9日），敕封鄭成功為延平王，鄭成功謙辭不受。永历九年四月（1655年5月6日－6月3日），明昭宗再次下詔並齎延平王冊印至廈門，鄭成功不再推辭，受封為延平王。[註 7]
- 潮王（辭未受） - 明昭宗於永曆十一年（1657年）十一月，敕封鄭成功為潮王，鄭成功謙辭不受。永曆三十五年（1681年）四月，鄭克塽追諡其祖父為潮武王。[3][4]

## 家族
鄭成功的高祖父是郑荣（乐斋）；曾祖父是郑瑢（西庭，另一說郑王容）；祖父是鄭士表（另一說鄭紹祖），字毓程，號象廷，福建泉州府南安石井鄉人。
父親鄭芝龍（1604年4月16日－1661年11月24日），又名「一官」，號飛黃。為明末時期東南沿海武裝海商集團之領導人，因從事海上貿易而致富，並組織強大的武力做為後盾，為後來明鄭抗清實力的奠基人。
母親田川氏（1602年10月3日－1647年1月5日），是日本肥前國平戶島上的川內浦人，她生於田川家，後來母親改嫁給從中國福建泉州移民到平戶的華人鐵匠翁翊皇，她也成為翁翊皇的繼女，因而亦作「翁氏」。1646年鄭芝龍降清後，她以劍切腹自殺身亡（另有一說，為清兵玷汙致死），時年45歲。
弟妹七人：
- 田川七左衛門，鄭芝龍將他過繼給妻子娘家。實際上是次子，所以又稱為「田川次郎左衛門」，後人分姓「鄭」及「福住」
- 鄭渡（《清史稿》作「鄭世忠」），鄭芝龍次子
- 鄭恩（《清史稿》作「鄭世恩」），鄭芝龍三子，字恩慶
- 鄭蔭（《清史稿》作「鄭世蔭」），鄭芝龍四子
- 鄭襲（《清史稿》作「鄭世襲」），鄭芝龍五子，號葵庵；康熙年間投誠清朝，欽命榮祿大夫頭等兼管內閣大臣
- 鄭默（《清史稿》作「鄭世默」），鄭芝龍六子，後與父親一同就戮
- 鄭婉，鄭芝龍之女，嫁楊瑞璉

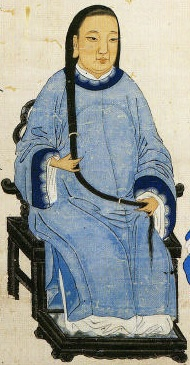
正室董氏青年時期。

正室董王妃（1623年10月17日—1681年7月30日），福建惠安進士禮部侍郎董颺先之女。另有側室莊氏、林氏、溫氏、史氏、蔡氏、曾氏、蔡氏、許氏等8位不知名的夫人。

### 子女
| 排行 | 封號   | 名   | 字   | 號   | 生年   | 卒年   | 生母     | 配偶         | 備註 |
| ---- | ------ | ---- | ---- | ---- | ------ | ------ | -------- | ------------ | --- |
| 1    | 延平王 | 鄭經 |      |      | 1642年 | 1681年 | 王妃董氏 | 延平王妃唐氏 | 第二任延平王，英國人稱之「福尔摩沙國王」。                                                                                          |
| 2    | 輔政公 | 鄭聰 | 哲順 | 怡堂 |        |        | 王妃董氏 | 明魯王女朱氏 | 策動東寧之變；康熙二十二年，授三品之職。（註：楊英“先王實錄”第104葉記載：（永曆）十二年（1658年）…船中失去...二，三舍，五舍三位。） |
| 3    |        | 鄭明 | 哲熙 | 熙之 |        |        | 莊氏     | 林氏         | 康熙二十二年，授四品之職。（註：楊英“先王實錄”第104頁記載：（永曆）十二年（1658年）…船中失去...二，三舍，五舍三位。）               |
| 4    |        | 鄭睿 | 哲聖 | 聖之 |        |        | 莊氏     |              | 早卒。 |
| 5    |        | 鄭智 | 哲錫 | 錫之 | 1660年 | 1695年 | 莊氏     | 洪氏         | 失蹤。康熙二十二年，授四品之職。 |
| 6    |        | 鄭寬 | 哲碩 | 碩之 |        |        | 溫氏     | 林氏         | 1683年收朱術桂所書“風來竹有聲”後，隱姓埋名於台灣，未被施琅獻予北京。康熙二十二年，授四品之職。）                                    |
| 7    |        | 鄭裕 | 哲益 | 益之 | 1660年 | 1737年 | 王妃董氏 | 王氏         | 康熙二十二年，授四品之職。 |
| 8    |        | 鄭溫 | 哲念 | 念齋 | 1662年 | 1704年 | 史氏     | 劉氏         | 康熙二十二年，授四品之職。 |
| 9    |        | 鄭柔 | 哲能 | 能之 |        |        | 溫氏     | 洪氏         | 失蹤；康熙二十二年，授四品之職。 |
| 10   |        | 鄭發 | 哲奮 | 奮之 |        |        | 蔡氏     |              | 早卒。 |

| 排行 | 封號 | 名   | 生年 | 卒年 | 生母 | 配偶       | 備註               |
| ---- | ---- | ---- | ---- | ---- | ---- | ---------- | ------------------ |
| 1    | 縣主 | 鄭氏 |      |      |      | 儀賓柯良   |                    |
| 2    | 縣主 | 鄭氏 |      |      |      | 儀賓甘孟煜 | 夫之父：崇明伯甘輝 |
| 3    | 縣主 | 鄭氏 |      |      |      | 儀賓洪允中 |                    |
| 4    | 縣主 | 鄭氏 |      |      |      | 儀賓朱弘桓 | 夫之父：魯王朱以海 |

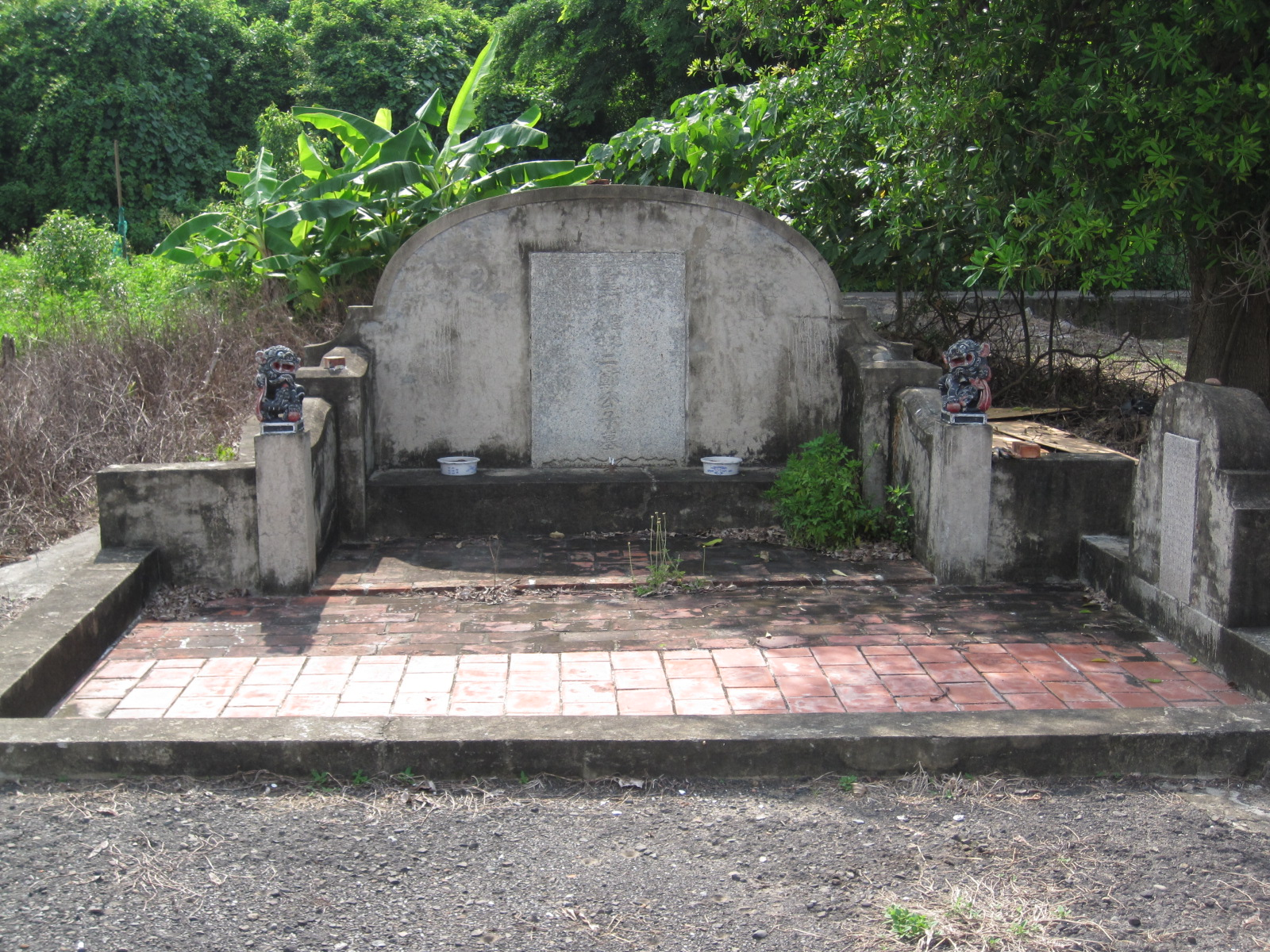
鄭成功四子鄭睿與十子鄭發逝世後合葬於今臺南市南區的藩府二鄭公子墓，該墓為少數未被清朝遷回國的明鄭古墓。

明鄭滅亡之後的康熙三十二年（1693年），康熙皇帝將鄭成功後代以及大部分宗族人等，從福建遷往北京並編入正黃旗，又封鄭經三子鄭克壆等為佐領給予俸祿；雍正年間鄭氏一族改隸正紅旗。

## 紀念

### 墓葬

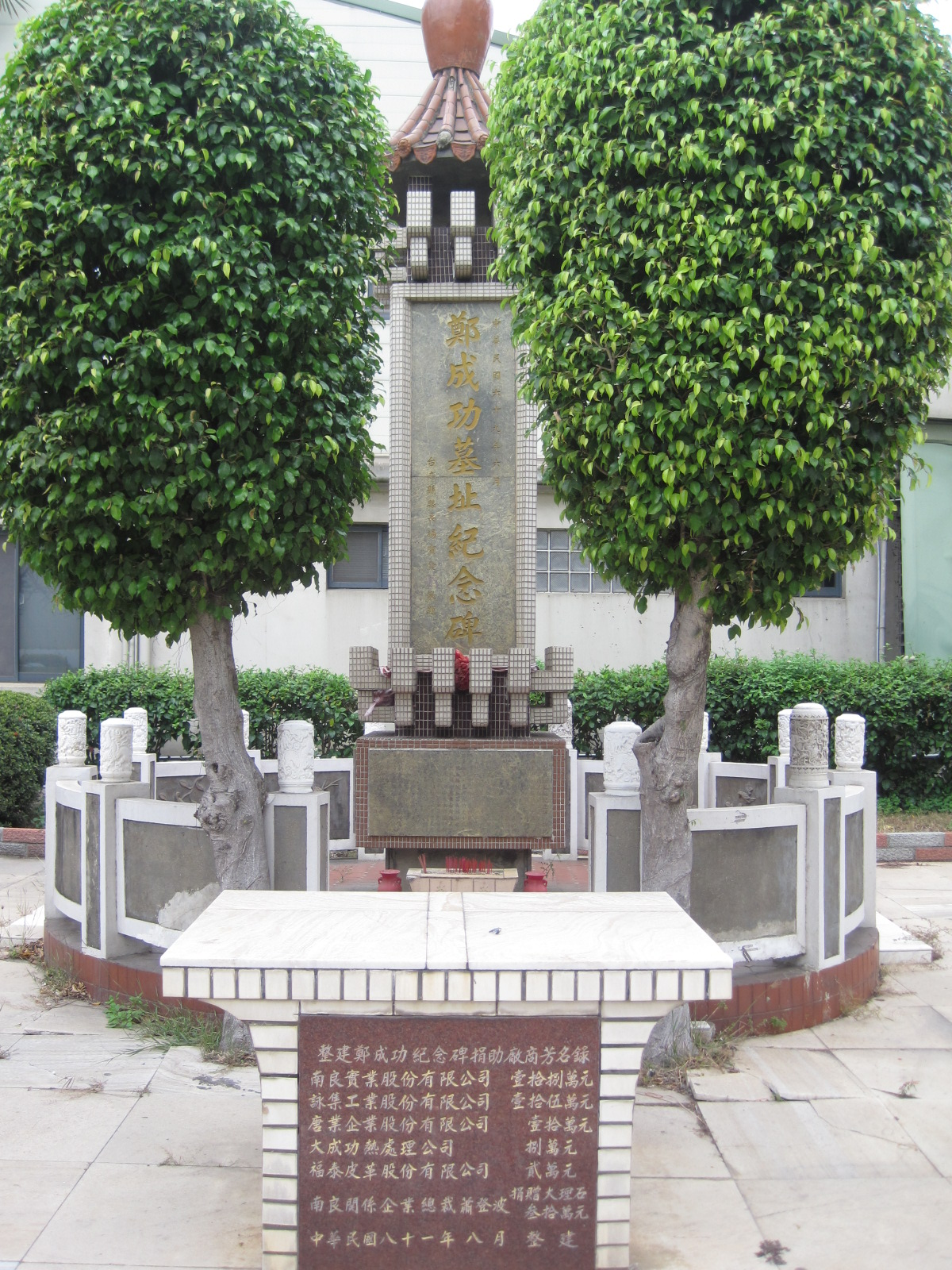
臺南市永康區的鄭成功墓址紀念碑

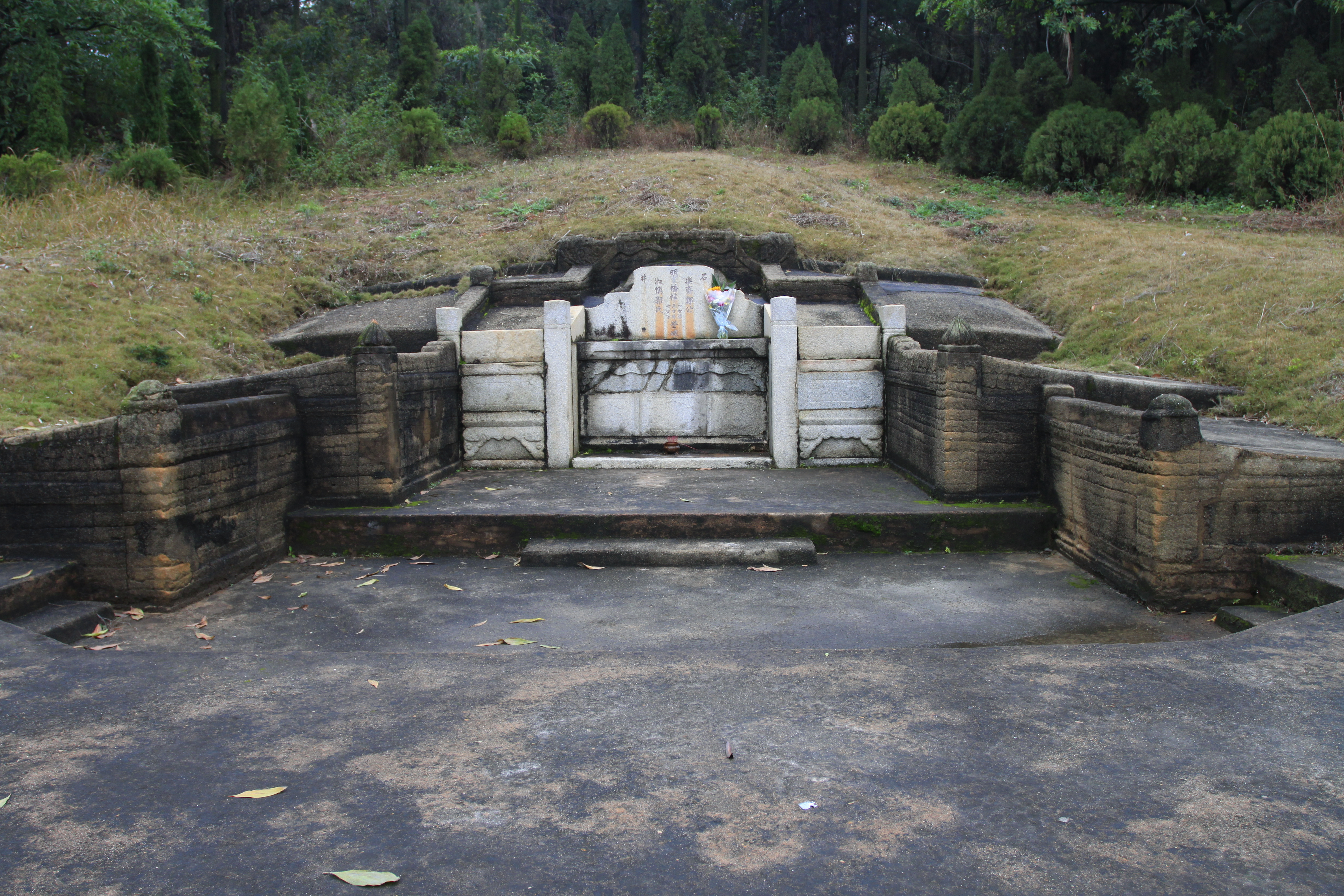
福建省南安市水头镇的郑成功墓

鄭成功薨逝後，原葬東寧近郊洲仔尾鄭成功墓址（今屬臺南市永康區）；施琅克臺、鄭克塽遷居北京後，上疏表示「念台灣遠隔溟海，祭掃維艱」，請遷內地。康熙皇帝對此下詔：「朱成功係明室之遺臣，非朕之亂臣賊子。敕遣官，護送成功及子經兩柩，歸葬南安，置守塚，建祠祀之。」並提贈輓聯：「四鎮多貳心，兩島屯師，敢向東南爭半壁；諸王無寸土，一隅抗志，方知海外有孤忠！」。1699年（康熙三十八年）農曆五月二十二日，鄭成功、鄭經父子遷葬福建省南安縣康店鄉覆船山，附葬於七世祖鄭樂齋墳墓內。也有說法稱，為免台灣人起抗清之心，鄭氏諸祖在台諸墳悉遭朝廷下令遷葬福建。

### 廟宇

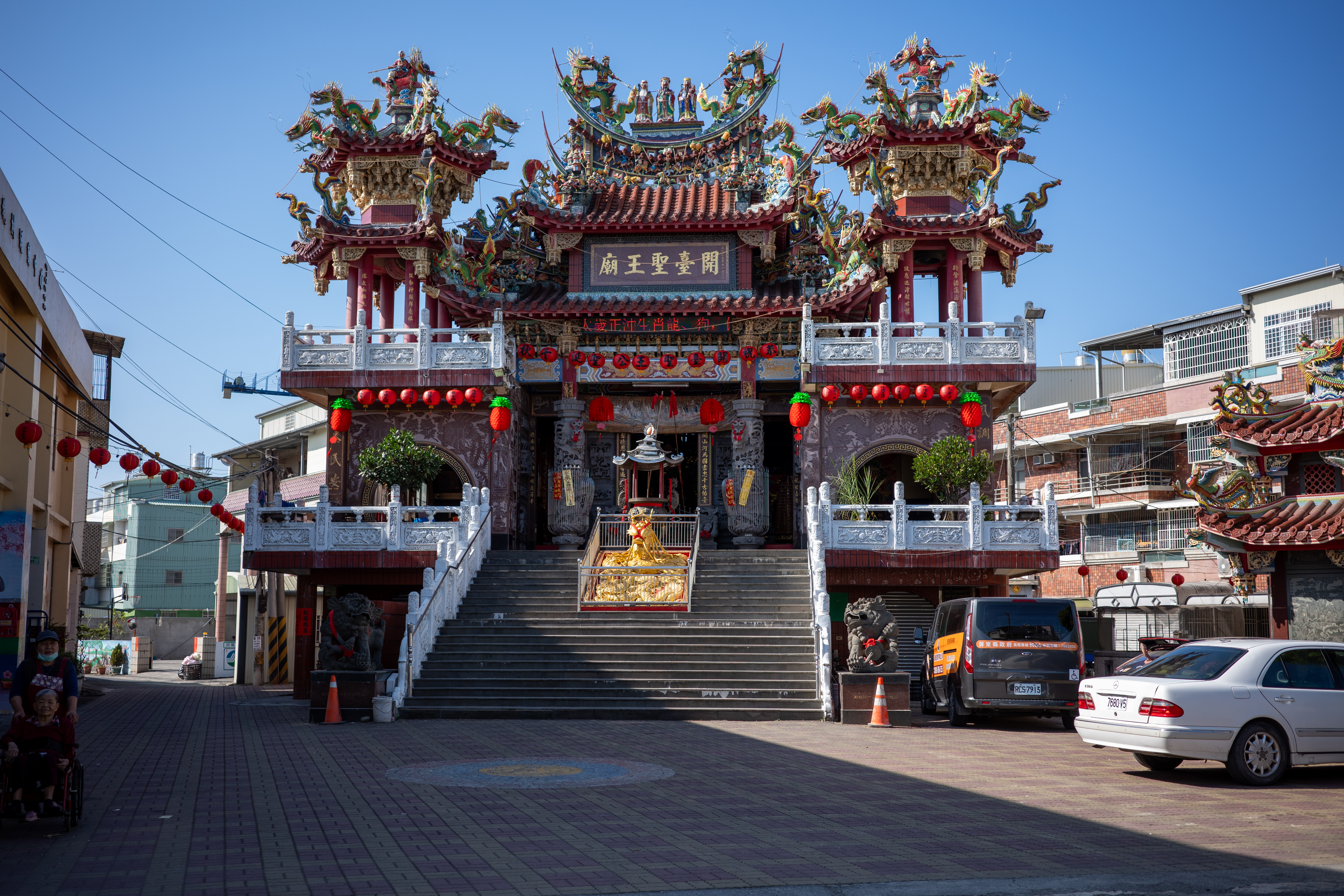
屏東縣九如鄉九如開臺聖王廟

根據日治昭和九年（1934年）增田福太郎《臺灣的宗教》一書之統計，在臺灣祀奉鄭成功的廟宇當時已有48座，且北中南東都有:286。
直至今日，奉祀鄭成功的廟宇更甚，詳細分布如下：
- 臺北市外雙溪開臺聖王成功廟
- 臺北市北投區關渡延平郡王三將軍廟(關渡宮左殿延平郡王鄭成功廟)
- 臺北市士林區圓山國姓爺廟（大忠宮[註 8]）
- 臺北市內湖區護國延平宮
- 臺北市大同區延平宮
- 新北市蘆洲區湧蓮寺 懋德宮新北市蘆洲區得勝街96號
- 新北市貢寮區慶安宮 新北市貢寮區真理村延平街13號
- 新北市貢寮區福安宮 新北市貢寮區美豐村12鄰雞母嶺街7號
- 新北市貢寮區保安宮 新北市貢寮區和美村和美街20-1號
- 新北市金山區承天宮 新北市金山區磺港路161號
- 宜蘭縣礁溪鄉國聖廟
- 宜蘭縣宜蘭市延平開興廟
- 宜蘭縣羅東鎮慶安宮
- 宜蘭縣蘇澳鎮聖安宮
- 宜蘭縣蘇澳鎮國聖廟
- 新竹市東寧宮          新竹市東門街146號
- 新竹縣新埔鎮開台宮
- 苗栗縣通霄鎮福龍宮
- 臺中市大甲區鐵砧山國姓廟
- 臺中市石岡區開台聖王廟
- 南投縣竹山鎮開台聖王廟
- 沙東宮-南投縣竹山鎮
- 彰化鄭成功廟—彰化縣彰化市
- 國姓宮—彰化縣溪州鄉成功村
- 彰化縣和美鎮開臺國聖宮
- 彰化縣田尾鄉國聖宮
- 延平震天宮-雲林縣虎尾鎮延平里
- 雲林縣二崙鄉港後村建臺宮
- 成功廟—雲林大埤豐田村
- 德天宮-雲林縣莿桐鄉麻園村
- 開元殿—嘉義縣溪口鄉柴林村
- 雲嘉五股開臺尊王紅壇
- 武英殿—嘉義溪口潭肚寮
- 嘉義縣鹿草鄉開臺聖王府
- 三老爺宮-台南市北區裕民街
- 台南市延平郡王祠、鄭成功祖廟
- 鄭成功廟－屏東縣林邊鄉
- 鄭成功廟－屏東縣麟洛鄉
- 九如開臺聖王廟－屏東縣九如鄉
- 開臺聖王廟－屏東縣琉球鄉
- 花蓮縣花蓮市延平王廟花蓮縣花蓮市國強里豐村72號
- 金門延平郡王祠
- 雲林縣口湖鄉後厝村-開元宮

### 街道地名
- 臺北市延平北路、延平南路、舊延平區
- 臺中市中區成功路
- 南投縣國姓鄉
- 南投縣竹山鎮延平地區
- 臺南市中西區開山路
- 臺南市國姓里（位於安平工業區附近）
- 臺東縣延平鄉
- 澎湖縣湖西鄉成功村

### 學校
- 國立成功大學（原臺灣省立工學院）
- 臺北市立成功高級中學（原臺灣州立二中、臺灣省立成功中學）
- 臺北市私立延平高級中學（原私立延平學院）
- 台北市立延平國小
- 台南市立成功國小
- 台南市立成功國中
- 台南市立延平國中
- 南投縣立延平國小

### 其他
- 臺南市國姓橋
- 劍井
- 鄭成功碑(日本千里濱鄭成功紀念碑)
- 鄭成功兒誕石(日本千里濱南端,川內浦附近的海邊)
- 中華民國海軍成功級巡防艦，首艦成功號巡防艦（PFG-1101）
- 台南延平市場

## 評價
鄭成功死後，兒子鄭經自廈門起兵，自襲延平郡王，打敗了控制臺灣的鄭成功之弟鄭世襲，在臺即位。然後改東都明京為東寧；他依陳永華之議，移植明朝中央官制，仍奉已死之南明永曆帝為正朔，而實際控制台灣之延平王政權，則成為南明抗清之最後一塊領土。
陳永華於永曆三十二年（1680年）死去，鄭經也於隔年過世，權臣馮錫範擁鄭經次子鄭克塽繼位；後施琅領清軍攻克澎湖，鄭克塽乃於康熙二十二年（1683年）降清。南明延平王政權統治台灣合計僅23年的時間而已。康熙二十三年（1684年）三月，台灣正式納入大清帝國版圖，隸屬福建省，設台灣府轄台灣縣，鳳山縣與諸羅縣。
康熙帝曾說「朱成功明室遺臣，非吾之亂臣賊子」，也寫下楹聯：「四鎮多二心，兩島屯師，敢向東南爭半壁；諸王無寸土，一隅抗志，方知海外有孤忠。」贈與泉州三邑南安鄭氏祖墳。然，清廷初期官方卻將鄭成功視為叛國與海賊定義。
但到清末，台灣的漢人數量已經逐漸增加，為籠絡台灣人團結，清廷逐漸將鄭成功形象定位為「忠義典範」。1874年，清廷派遣欽差大臣沈葆楨來台辦理海防事務，沈葆楨在該年底與其他官員聯名上奏，以鄭成功「感時仗節，移孝作忠」之義，應屬「為民表率」，而奏請皇帝准為其建祠祭祀。此舉，係有助於「正風勵俗、正化人心」之效。翌年（1875年），光緒帝悉准其奏，正式在台為鄭成功立祠，並由禮部追諡「忠節」。同年三月，沈葆楨拆除了舊的開山王廟，在原址重建福州式建築式樣之「延平郡王祠」一座。沈葆楨並親寫對聯一副：「開萬古得未曾有之奇，洪荒留此山川，作遺民世界；極一生無可如何之遇，缺憾還諸天地，是創格完人。」
自彼時起，鄭成功即成為清廷所承認之模範人物。台灣重要官員包括劉銘傳、唐景崧等人，亦皆曾為延平郡王祠作讚頌楹聯。
臺灣日本統治時期，日本殖民當局又以正好擁有大和民族血統之鄭成功統治過臺灣為由，以此解釋日本統治臺灣是繼承遺儲，合理化日本對臺灣的統治，因此也對鄭成功十分重視。當時在臺灣的公學校曾教學童唱「鄭成功之歌」。臺南的延平郡王祠被改稱為「開山神社」，並整修為神社樣式，但其福州式建築格局大致保留。戰後國民政府再改回為延平郡王祠，並將原日式與福州式交雜之建築全部拆除，改建為中國北方宮殿式建築並於入口牌樓加設青天白日徽，以示為中華正統。
日本存在小中華思想且深受水戶學影響，而水戶學基於明朝遺臣朱舜水影響，使得日本史更重視大義名分論而發展為尊皇論。《大日本史》即是其扼要之精神依歸。無論明治維新思想，亦或今日歷代天皇系譜，無一不受《大日本史》思想之沾染。在此思想體系下，對於明朝遺臣鄭成功一生從事反清復明的功過，日人四方赤良評為：忠義空傳國姓爺，終看韃靼奪中華（韃靼本蒙古一部落，為明朝中後葉時的外患，明朝時的漢人，通稱住在長城以北的蒙古人和女真人為韃靼）。

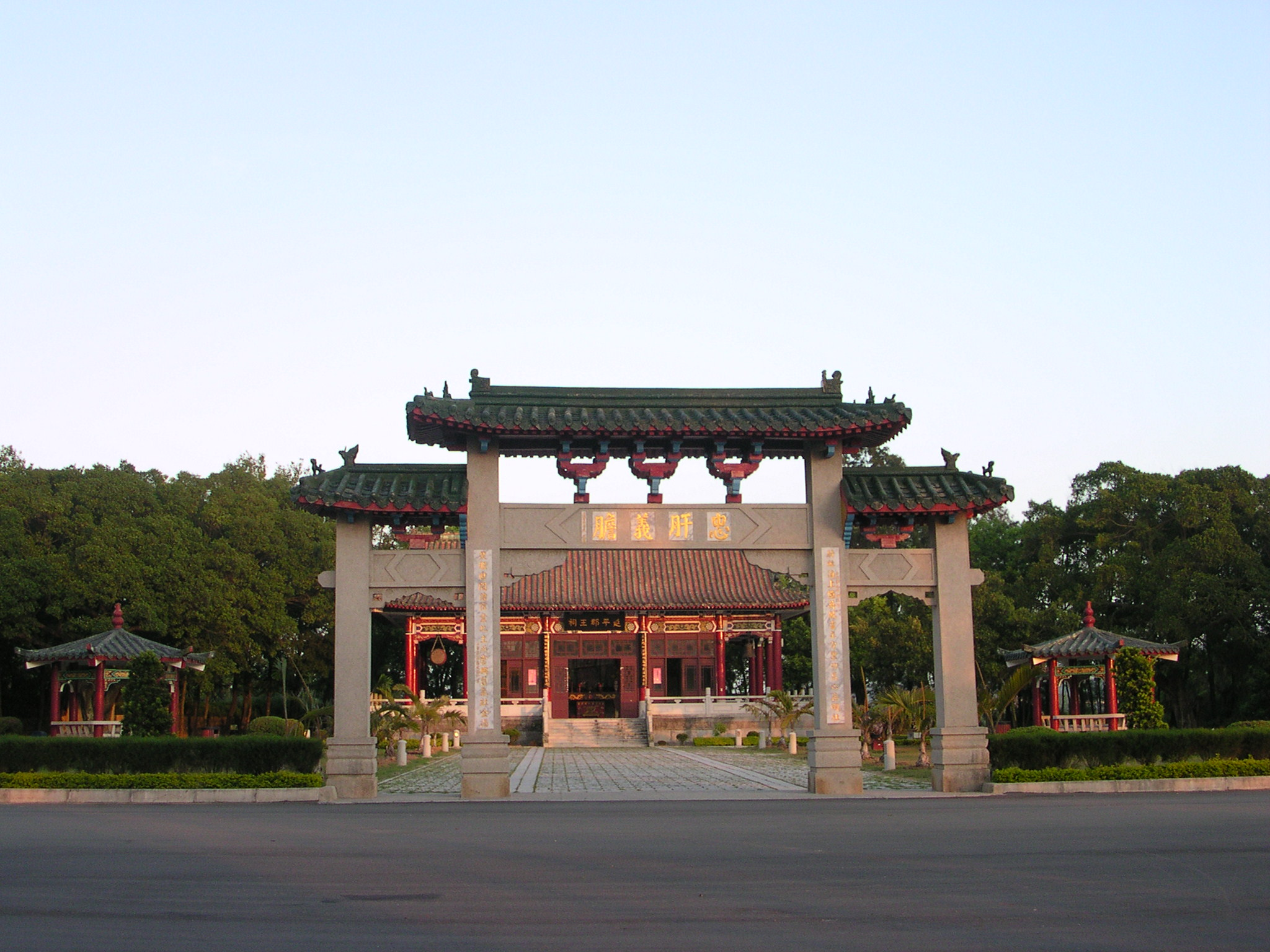
金門的延平郡王祠

1946年由台南市政府主辦鄭成功祭祀，起初由台南市長主祭，1963年之後由行政院派內政部部長擔任主祭官，升格為中樞祭典；2017年，行政院尊重社會各界多元聲音，回復由地方首長，即台南市市長主祭。
1947年二二八事件爆發後，由國民政府派遣來臺宣撫的國防部長白崇禧，途經台南時，即前往延平郡王祠向鄭成功行禮，並立一石坊於祠前表彰鄭成功的「忠肝義膽」，藉此宣揚忠於領袖、國家的精神。1950年，中華民國中央政府撤退來臺後不久，總統蔣中正親題「振興中華」匾額，懸掛於延平郡王祠正殿入口。1963年拆除原福州式建築改以中國北方宮殿式建築以示正統。
由於鄭成功退入臺灣的情境，與在第二次國共內戰中落敗的國民黨蔣中正政府相似，且鄭成功「民族英雄」、「忠於領袖」、「傳統文化美德」等形象可作為宣傳樣板，因此除官方祭祀、宣傳外，教科書中也多所讚揚鄭氏的「民族精神」，並強調他「光復台灣」與「矢志反攻大陸」的事蹟，將其與蔣中正同樣宣稱為偉人；「民族英雄鄭成功」在臺灣遂逐漸成為連詞，至今在臺灣的許多雕像與文獻上，仍然能夠看到。但目前台灣的歷史教科書不再指鄭成功「收復台灣」，而是改以「驅逐荷蘭，進入台灣建立第一個漢人政權」來表達。蓋因台灣在荷治時期以前，本來就不曾受中國或任何國家管轄。鄭成功本人亦將台灣視為「海外」、「不服之區」。
在2013年，臺南市議會原住民議員谷暮·哈就質詢原住民遭到不平待遇，她問臺南市政府舉辦的鄭成功文化節「與原住民有什麼關係？這是對原住民的殖民，也是原住民的文化浩劫」。她批評市府歌頌鄭成功，鄭成功到台灣「是漢人的殖民政權，原住民真正的聲音在哪裡？台灣的獨特歷史難道只是鄭成功，有沒有看到原住民的啜泣與眼淚？」教育局長鄭邦鎮在答詢時表示，相關節慶缺乏主體思維，台灣都是後來的人在統治，屬於殖民，而不是經由原來住民同意而移入的移民，反而最早到的人被趕走，就像原住民。
現今有部分台灣人主張鄭成功與荷蘭、西班牙、日本、清朝和國民黨政府一樣，都是外來殖民政權，主張政府應顧及不同族群的情感。
2017年3月，中華民國原住民立法委員谷辣斯（阿美語：Kolas Yotaka）要求內政部長取消「民族英雄鄭成功祭典」。同年4月行政院核定鄭成功祭典改由台南市長主祭，中央政府不再派內政部長代表出席，打破自1963年以來的中樞主祭慣例。

## 傳說

### 民間軼聞
金門縣烈嶼鄉劍井
明末清初時，鄭成功聚集部属於烈嶼，會盟之前，率部抵小金門，於今湖井頭附近登陸，進入下田村，借民屋駐足，因島上缺乏河川湖泊，士兵缺水乾渴，傳說鄭成功乃揮劍指地，掘井得泉，井水清澈甘美，逢旱不竭，並傳端陽節午時若飲此水可避免瘴疫，後人稱為「國姓井」，又名「劍井」。
鄭成功是東海大鯨
鄭成功起兵猖獗，有僧識其前因，語人曰：「此東海大鯨也」。問：「何時而滅」？僧曰：「歸東即滅矣」。凡成功兵到處，海水皆暴漲。順治辛丑攻臺灣，紅毛先夢見一人冠帶騎鯨，從鹿耳門入；未幾，成功突至，紅毛遂遁。明年五月，其轄下人復夢一鯨，冠帶乘馬由鯤身出外海，而成功遽卒。正應「歸東即滅」之語，異哉（「舊志」）！
尋三寶復明
有天，鄭成功（下簡稱鄭）到泉州的仙公廟去，問呂仙公，明朝有無中興的可能。呂仙公託夢說：「你是明朝忠臣，若想中興明朝必先到台灣取三寶：一個玉印、一件烏山柴、以及出米岩。」
| 玉印   | 版本一： 鄭在台找尋玉石時途經打狗山，向一位仙翁打聽，但仙翁卻先請鄭在洞穴裡過一晚。隔天仙翁詢問：「昨夜睡的床為何？」鄭答：「石床」，仙翁嘆道：「一切都是天意，不然您如此聰明，何將玉床誤認為石床？」語畢送鄭一條玉帶。 |
| 玉印   | 版本二： 鄭帶少數將領前往玉山找尋玉石，但一行人整天下來，只見遍地石子，卻無玉石。當一行人打算打道回府時，玉山的土地公現身了，說未經許可，任誰都找不到玉石。 鄭表明來意後，土地公卻嘆道：「當作佩玉尚可，但玉印恕難奉送，只因天意如此。」鄭驚訝道：「只是要刻印章，有什麼天意呢？」。見鄭堅持，土地公勉為其難地隨手撿起一塊石頭給鄭，說也奇妙，當鄭接過來時，瞬間石子變為玉石。然而等鄭將玉石刻成印章後，每次蓋在紙上卻都是「南無觀世音菩薩」。                            |
| 烏杉柴 | 鄭在阿里山時，找到三棵烏杉，其中兩顆需約三十餘人才能圍住，另外一顆小一點，但也要二十七、八人。第一天砍了樹身的三分之一，但隔日見被砍的地方竟然自動癒合，像是沒砍過一般。接連試了好幾天皆如此，鄭便祈神請求幫忙，當晚他夢見一老人對他說：「這三棵烏杉是神樹，正果快修成了，誰砍，誰就會受傷。然而你之所以安然無恙，正是因為你是明朝忠臣，上天在保護你。若你一定要取烏杉柴，請築檀祭杉，若該你得則會自動倒下…」隔日鄭照其指點而做，正祭祀時忽然一聲巨響，較小的烏杉倒下了。 |
| 出米岩 | 版本一： 鄭途經大崗山時令士兵紮營，自己則去廟裡拜祭，祈求早日得三寶以便復明。當晚鄭就夢見觀音佛祖託夢，佛祖帶他四處遊玩，並指點藏寶處，說道：「穀倉位於廟後面的岩穴中，左有千人斧，右有萬人火。」，接著授與火斧的用法，囑咐道：「產出的米只能在此食用，並照人數取之，不可多取。」 隔日，鄭率兵去找尋，果然有米從岩穴流出，他便照佛祖授與的方法煮飯，全師糧食便足夠。 |
| 出米岩 | 版本二： 鄭成功昔日在閩南聽聞清水祖師鑿岩出米之說，所以鄭軍乏糧時獨自到清水岩祈禱，見到一小僧往廟後跑去，鄭追去時，小僧即不見，面前有一鋤頭，上以硃砂書寫：「廉飽貪饑」，鄭領悟之後，立刻以鋤頭打破岩石，洞中隨即流出白米。鄭成功甚喜，攜鋤頭回營，命督糧官率兵來取米。誰知督糧官手下小兵覺得流速太慢，又持刀斧挖大此洞，就再無白米了。 |

只是鄭無法全得三寶，注定無法反清復明。
臺北市劍潭
相傳1660年代，鄭成功及其所屬軍隊行經此河段時，遇見神怪與神怪造成的大風浪，為伏怪，鄭成功拋一身邊寶劍，始降服神怪。後人為紀念此事件，故將該河段與所涵蓋流域皆以劍潭命名。但經後人考證，此一民間傳說並不確實。
臺中市大甲區鐵砧山
傳說鄭成功到諸羅山時，諸羅山的土地公剛好新廟落成，鄭成功向土地公拈香拜拜，當晚就夢到土地公向他託夢，如果要攻打番兵千萬不要攻打鐵砧山，鄭成功是鯉魚神轉世投胎，而鯉魚經過有如砧板的鐵砧山，魚碰到鐵砧就被煮熟了，所以註定有此一劫，沒想到鄭成功鐵齒不信邪，真的帶兵經過鐵砧山，雖然跪拜祈禱插劍取水，湧泉冒出而順利脫困。但是，過沒多久生了一場大病，隨之倒下，一命嗚呼哀哉。
臺中市大甲區劍井
鄭成功北上撫番，然後被西邊的大甲西社，南邊的大甲東社原住民包圍，北邊是一個斷崖，所以那邊是沒有退路，鄭成功就跪著向上天禱告，禱告完以後劍一插，果然冒出水。
山頂豎立大型延平郡王石雕像，也興建一座國姓廟，廟門對聯「師駐此山千秋聖地，劍沉星井一脈名泉」，國姓爺神像坐山面海，笑看鄉野傳聞。
南投縣草屯鎮
據傳為明末鄭成功率軍征番，駐軍於此，兵士丟棄舊草鞋棄草鞋成墩，所以舊名「草鞋墩」
新北市鶯歌區的鶯哥石、鳶山
據傳這兩座巨石都是精怪，為了食物雙方屢屢爭鬥，弄得當地民眾不堪其擾。鄭成功北上時正遇此二精怪現身作亂，鄭成功便下令兵士用紅衣大砲轟擊，這二精怪被砲彈打中墜落，一個化作鶯歌石，另一個化成鳶山。另一說是鄭成功用弓箭親自對其除害。然根據歷史考證，鄭成功並未到過北部。
基隆市仙洞

### 戲劇
因鄭成功為漢和混血，日本人亦視之為大和英雄，如今日本平戶（今長崎縣平戶市）海濱尚有「兒誕石」，相傳鄭成功即在此出生。日本作家近松門左衛門曾寫了一部名為《國性爺合戰》的淨琉璃劇風靡一時（原作者改「姓」為「性」）。主角名為「和藤内」。「和」即「日本」，日語中「藤」音同「唐」，「內」同「無」，有「非日非唐」的混合兒之意。

### 电影
- 2001年，中國電影《英雄鄭成功》（英語片名：The Sino-Dutch War, 1661；日語片名：『国姓爺合戦』）；演員：趙文卓。

### 电视剧
- 1963年，臺灣電視公司電視連續劇，《鄭成功》
- 1987年，香港電視廣播有限公司翡翠台電視連續劇《鄭成功》；演員 ：呂良偉。
- 1993年，臺灣中華電視公司電視單元劇《國姓爺傳奇》；演員：趙樹海。
- 2004年，中國中央電視台電視連續劇《大英雄鄭成功》；演員：何家勁。
- 2004年，中國電視連續劇《民族英雄郑成功》（臺灣劇名：《大明國姓爺》；香港劇名：《鄭成功風雲》）；演員：陳庭威。
- 2012年，臺灣三立電視股份有限公司電視單元劇《戲說臺灣》玄壇元帥；演員：簡家瑋
- 臺灣電視連續劇《黑水溝傳奇之鄭王復台》；演員：鄭宇翔

### 纪录片
- 2007年，臺灣公共電視紀錄片《打拚——台灣人民的歷史》；演員：張翰。

### 图书
- 2012年，《福爾摩沙三族記》。作者：陳耀昌，出版者：遠流。
- 2015年，《鄭森》全三卷。作者：朱和之，出版者：印刻。
- 2017年，《逐鹿之海》。作者：朱和之，出版者：印刻。
- 2023年，《福爾摩沙之王》。作者：貝喬思(Joyce Bergvelt)，出版者：前衛。
- 顧敏耀《橫海將軍氣萬千——詩寫國姓爺》，《海國詩志——臺灣清領時期古典詩中的社會與文化》，臺南：國立臺灣文學館，2013年8月

### 遊戲
- 2023年，《Fate/Samurai Remnant》：光榮特庫摩開發的動作角色扮演遊戲。鄭成功在當中為從者Archer的御主，希望能在名為「盈月之儀」的儀式中獲勝以反清復明。聲優：前野智昭。

### 引用
1. 1 2 3  .   [2023-03-25]. （原始内容存档于2023-04-11）.
2. ↑  鄧孔昭. . 海峡两岸台湾史学术研讨会论文.
3. 1 2 3  夏琳《闽海纪要》卷下：「（辛酉康熙二十年、明永曆三十五年四月）鄭克塽上招討大將軍延平王晉潮王國姓成功謚，曰武；嗣位世子經謚，曰文。初，永曆封成功為延平王，尋晉潮王；成功讓不敢當，終身祗稱大將軍。至是，克塽拜表，請謚為武王，並世子謚為文王。」
4. 1 2 3  《重修台湾省通志‧卷九 人物志》，台湾省文献委员会，1998年，第80-81页：「是月（永历三十五年四月），上王成功谥曰潮武王；祀位世子经为文王。」
5. ↑  中國歷史學會史學集刊，第7期，第41頁，中國歷史學會，1975
6. ↑  城邦舊事:十二本書看香港本土史(修訂版) （页面存档备份，存于），第27頁，徐承恩，Red Publish，2016-03-01
7. ↑  .   [2025-05-17] （中文（臺灣））.
8. ↑  中央研究院歷史語言研究所. . 中研院-歷史語言研究所. 1996-05-01: 22  [2020-02-02]. ISBN 9785666710432. （原始内容存档于2020-02-15）.
9. ↑  戴寶村. . 吳三連台灣史料基金會.   [2020-02-02]. （原始内容存档于2020-02-02） （中文（臺灣））.
10. ↑  《福尔摩沙1662》郑麒杰 著 台湾：中国生产力中心出版
11. ↑  江樹生. . 台北: 漢聲. 1992: 60.
12. ↑  . 黑蛟子.
13. ↑  . 大紀元. 2008-09-16  [2013-04-17]. （原始内容存档于2014-02-20） （中文（臺灣））.
14. ↑  宮崎繁吉; 黃慶法. . 甘肅人民出版社. 2016年: 14.
15. ↑  .   [2023-03-25]. （原始内容存档于2023-04-11）.
16. ↑  . 谈古论今. 2011-09-03  [2014-01-17]. （原始内容存档于2013-06-10） （中文）.
17. ↑  孙芹. . 《档案时空》. 2004, 01期.
18. ↑  星塔郑成功读书处 的存檔，存档日期2009-02-12.
19. ↑  时涛; 宋岩. . 中国长安出版社. 2009. ISBN 9787510700873 （中文）.
20. ↑  王唯唯. . 中国旅游报. 2011-03-14  [2014-01-17]. （原始内容存档于2015-09-23） （中文）.
21. ↑  泉州刺桐吟社選編，《泉州古今詩選》
22. ↑  黃典權. . 台南文化.   [2023-05-14]. （原始内容存档于2023-05-14）.
23. ↑  .   [2008-09-30]. （原始内容存档于2018-01-29）.
24. ↑  順治十年二月二十八日福建巡按王應元題本中說：“八年五月發難之初，屬縣無恙，軍需能應。自十二月後，漳浦、海澄破而東南去矣。至扼江東之橋，斷朝天之嶺，長泰、南靖失而東北咽喉俱塞矣。城堡村寨盡為賊掠，一城孤注，四顧無援，遷延七月猶搜括倉儲，派借紳民以支吾。迨浙閩援兵繼進，兵馬盈萬，芻糧倍前，儲蓄告匱，民力罄竭。八、九兩月，每石米價貴至五百五十兩，草根木葉鼠雀牛馬搜索食盡，繼之人肉。父子相食，爨不煙火者月余，病死、餓死、投水投繯而死，兵丁威取強奪箠楚而死，日以千百計。尸骨山積，穢聞數里。嗟此殘民靡有孑遺矣。虎狼士卒曉夜鼎沸，金帛珠玉，腰纏索滿，猶有醉酒酣歌以娛其主將者。前無戰氣，后無守心，使大兵稍遲數日，則城社不為丘墟，文官不為齏粉者鮮矣。”（《明清史料》丁編，第一本）
25. ↑  順治九年十月福建巡按王應元揭帖中說，金礪“于九月初十日由省城（福州）進發，聞二十六日已直抵漳境矣”。（《明清史料》丁編，第一本）
26. ↑  福建巡撫佟國器在順治十年十二月初二日《三撫捷功奏疏》稱“為恭報大兵抵漳，解圍獲捷，仰慰圣懷事”題本中說：“夫漳圍之解在于順治九年十月初三日也。先該各大人率兵臨泉，與楊提督商度進發。遂于九月二十八日兵馬抵漳。初二日進剿，初三日賊竄，圍解。”
27. ↑  《清史稿》卷一百六十八．表八．諸臣封爵世表一
28. ↑  . : 55-58.
29. ↑  2004，許雪姬總策劃，《臺灣歷史辭典》，「朱術桂」條目，頁303。台北：文建會。
30. ↑  葉英. . 台南文化.
31. ↑  楊英.  . 维基文库.
32. ↑  张先清. . 明清史. 2008年, (6).
33. 1 2  楊彥傑. . 廈門大學出版社. : 18-21.
34. ↑  《潮州志》，大事志，清，第十頁：「十一月閩兵屠鷗汀，十月二十八日，成功統舟師南下，十一月朔至南澳，陳豹曰：『欲攻惠、潮，防蘇利、許龍，不如先取鷗汀。』乃以黃廷爲帥，林勝爲先鋒，分撥諸鎭入揭陽、潮陽，以分其勢，成功逐回厦門。十一月二十三日，黃廷令造木牌遮身，以鐵鍫掘寨脚，堆積火藥、地雷，火發寨崩十餘丈，而甘輝約寨中人爲内應，寨遂陷，屠男女六萬餘人，活者僅百餘人。」
35. ↑  郑绪荣《郑成功在潮州活动资料》，潮汕历史文化研究中心，2007年，第390-391頁
36. ↑  张先清《17世纪欧洲天主教文献中的郑成功家族故事》，《学术月刊》2008年3期，第131-142页：「1656年基督降臨節的第四個主日，大大小小超過3000艘的國姓的舢板從海口溯福安河而上。當他們剛一著陸，這些海寇們立即開始蠻橫地洗劫該地。他們搶奪一切東西，不分男女老幼肆意殺戮。他們強姦婦女，抓捕壯丁。最後，他們放火燒毀了許多村鎮。遠遠就能望見陸地上令人可怖的濃煙。」
37. ↑  楊英.  . 维基文库.
38. ↑  
楊英.  . 维基文库.
39. ↑  陳錦昌，2004，《鄭成功的台灣時代》，p.053-073。台北：向日葵文化。
40. ↑  陳昭瑛. . 臺灣: 正中書局. 1998-04-01: 第9頁  [2024-12-11]. ISBN 9789570911633. （原始内容存档于2024-08-07） （中文（臺灣））.
41. ↑  Davidson, James Wheeler. . Yokohama: Kelly & Walsh, Ld. 1903: 39–40 （英语）.
42. ↑  吳密察. . 臺灣: 時報文化出版社. 2012-10-22. ISBN 9789571356433 （中文（繁體））.
43. ↑  湯子炳. . 國家圖書館 (臺北市: 劉濤). 1946年: 第18頁  [2024-08-07]. （原始内容存档于2024-08-07）.
44. ↑  陳昭瑛，《臺灣文學與本土化運動》，1998年，第36頁
45. ↑  根據《熱蘭遮城日誌》1661年5月1日 （页面存档备份，存于），引用鄭成功他的勸降信：「大明招討大將軍國姓寄這封信給長官Frederick Coyett閣下....澎湖群島距離漳州諸島不遠，因此隸屬漳州；同樣，台灣因靠近澎湖群島，所以台灣也應在中國政府的統治之下；因而，也應該明白，這兩個濱海之地的居民都是中國人，他們是自古就已據有此地並在此地耕種的人。以前，當荷蘭人的船來謀求貿易通商時，荷蘭人在這些地方連一小塊土地也沒有；那時家父一官出於友誼，指這塊土地給他們，但只是借用而已。」官吏國姓爺於永曆王（即永曆帝）的政府第十五年第三月第二十七日頒布的告示的〔荷蘭文〕翻譯：「現在，我要來取用我的土地，這塊土地是家父借給荷蘭公司的，對此有誰可以反對？」
46. ↑  駱芬美. . 時報文化. 2013年2月22日: 128  [2017-05-06]. ISBN 9571357286. （原始内容存档于2018-02-22） （中文）.
47. ↑   . 维基文库.
48. ↑  歐陽泰，《決戰熱蘭遮：歐洲與中國的第一場戰爭》（台北市：時報文化，2012），頁343-344。
49. ↑   . 维基文库.
50. ↑   . 维基文库.
51. ↑   . 维基文库.
52. ↑   . 维基文库.
53. ↑   . 维基文库.
54. ↑  .   [2017-04-22]. （原始内容存档于2017-04-22）.
55. ↑  解读新发现的郑成功族谱 （页面存档备份，存于），《厦门晚报》，2002年6月30日。
56. ↑  郑芝龙伯母黄氏墓志读后记 Archive.today的存檔，存档日期2012-09-19，厦门市郑成功纪念馆，2006年9月22日。
57. ↑  见《台湾外纪》。
58. ↑  见《南明史》、《郑氏族谱》。
59. ↑  湯錦台《開啟台灣第一人鄭芝龍》，頁七十五。
60. ↑  譬如鄭克塽所撰《鄭氏附葬祖父墓志》就稱「曾祖母翁」；清代江日昇著《台灣外記》也稱成功生母為翁氏。
61. ↑  见《郑氏族谱》。
62. 1 2  楊英“先王實錄”第104頁記載：（永曆）十二年（1658年）…船中失去...二，三舍，五舍三位。
63. ↑  鄭守讓 自稱鄭氏10代孫【聯合報╱記者吳淑君／宜蘭報導】 2009.03.08 02:12 am
64. ↑  .   [2020-02-03]. （原始内容存档于2020-01-14）.
65. ↑  陳錦昌，2004，《鄭成功的台灣時代》，p.301-302。台北：向日葵文化。
66. ↑  民族英雄郑成功 的存檔，存档日期2016-03-05.
67. ↑  張溪南. . 臺南市政府文化局. 2013-03. ISBN 978-986-03-5209-2.
68. ↑  然而在1870年代的中日「番地」管轄權爭議以前，清的統治範圍與明鄭同樣，不及台灣全島。
69. ↑  臺灣總督府編，《公學校唱歌 第四、五、六學年用》，1935。
70. ↑  〈打破54年慣例 中樞不再主祭鄭成功 （页面存档备份，存于）〉
71. ↑  荷蘭東印度公司的建立 的存檔，存档日期2013-10-17., 歷史文化學習網
72. ↑  李筱峰, 台灣自古不屬中國／教科書看不到的歷史《系列四》 的存檔，存档日期2012-10-25., 自由時報，2009-12-29
73. ↑  丁榮生. . 中時電子報. 2003-01-13  [2013-04-14]. （原始内容存档于2013-10-17） （中文（臺灣））.
74. ↑  楊淳卉. . 新頭殼 (臺北市). 2015年10月12日  [2016年5月13日]. （原始内容存档于2016年6月10日）.
75. ↑  《台灣通史》卷一‧開闢紀）
76. ↑  南市教育局長：光復節是台灣再淪陷日 的存檔，存档日期2013-10-29., 自由時報, 2013年10月28日
77. ↑  原住民議員谷暮 哈就：原住民不是黃帝子孫也不是中國人 （页面存档备份，存于）,ETtoday, 2013年10月28日
78. ↑  .   [2017-09-04]. （原始内容存档于2017-09-04）.
79. ↑  陶本和. . ETtoday東森新聞雲. 2017-03-06  [2017-03-06]. （原始内容存档于2017-03-06）.
80. ↑  陳鈺馥、洪瑞琴. . 自由時報. 2017-04-23  [2017-04-25]. （原始内容存档于2017-04-23）.
81. ↑  謝金鑾, 續修臺灣縣志／卷一　地志/叢談 頁三四二 （页面存档备份，存于）